# Usedom

Logo der Insel Usedom _{(Öffentlichkeitsarbeit der Usedom Tourismus GmbH)}

Usedom (polnisch Uznam, niederdeutsch Üsdom) ist eine in der Pommerschen Bucht der südlichen Ostsee gelegene Insel, die größtenteils zu Deutschland und zu einem kleinen Teil zu Polen gehört. Durch den Peenestrom und das Stettiner Haff ist sie vom Festland getrennt und durch die Świna (Swine) von der Nachbarinsel Wolin. Nach Rügen ist Usedom die zweitgrößte deutsche Insel. Bis 1945 gehörte sie zur preußischen Provinz Pommern.
Heute gehört der größere, deutsche Teil zum Land Mecklenburg-Vorpommern und ist Teil des Landkreises Vorpommern-Greifswald. Im östlichen – heute polnischen – Teil liegt die zur Woiwodschaft Westpommern gehörende Hafenstadt Świnoujście (Swinemünde), in der allein schon mehr als die Hälfte der 76.500 Einwohner (Stand: 2014) zählenden Gesamtinselbevölkerung lebt. Die größten Orte auf deutscher Seite sind Heringsdorf im Osten und Zinnowitz im Westen der Insel.
Mit durchschnittlich 1906 Sonnenstunden im Jahr ist Usedom regelmäßig die sonnenreichste Gegend Deutschlands und der Ostsee, weshalb sie durch das Tourismusmarketing auch als Sonneninsel beworben wird. Der bis zu 70 m breite feine Sandstrand der Usedomer Ostseeküste erstreckt sich mit 42 km Länge von Peenemünde im Nordwesten bis nach Świnoujście im Osten der Insel. Mit 4,9 Millionen Übernachtungen (2014) ist Usedom nach Rügen die zweitbeliebteste deutsche Urlaubsinsel. Als problematisch für Bewohner und Urlauber gilt die Verkehrssituation auf Usedom, vor allem aufgrund häufiger Staus und fehlender schneller Alternativen im Bereich der Bahn-, Bus-, Fähr- und Flugverbindungen. Der Flughafen Heringsdorf bei Zirchow bietet Linien- und Charterflüge auf die Insel. Zwischen den Seebrücken und zu weiteren Zielen verkehren regelmäßig Fährschiffe.
Der Name der Insel ist von der Stadt Usedom abgeleitet. Ab etwa 1850 und besonders im letzten Viertel des 19. Jahrhunderts blühten auf der Insel zahlreiche Seebäder auf, die vor allem Gäste aus den Metropolen wie Berlin und Stettin anzogen. Seitdem ist Usedom stark durch den Tourismus geprägt, seit dem Wendejahr 1990 auch zunehmend durch internationalen. Zeugnisse dieser Zeit sind zahlreiche Villen in Stilen der Bäderarchitektur, traditionell gebaute Reethäuser, Fischerkaten sowie die Seebrücke Ahlbeck.
Touristische Zentren der Insel sind im Nordwesten Karlshagen, Trassenheide und Zinnowitz, im Mittelteil der Insel die Bernsteinbäder Koserow, Loddin, Ückeritz und Zempin und im Osten die Kaiserbäder Bansin, Heringsdorf und Ahlbeck sowie Świnoujście. Die Europa-Promenade, die längste Strandpromenade Europas, erstreckt sich über eine Länge von über zwölf Kilometern von Bansin bis Swinemünde und soll bis zur Swine verlängert werden.

## Geografie, Geologie und Klima

### Größe und Lage
- Fläche: 445 km² (deutscher Anteil 373 km² – polnischer Anteil 72 km²)
- Einwohnerzahl: 76.500 (deutscher Anteil 31.500 – polnischer Anteil 45.000); 160 Einwohner/km²

Usedom liegt in der südwestlichen Ostsee. Die Insel bildet das östliche Endglied der vorpommerschen Boddenausgleichsküste. Sie wird im Westen vom Peenestrom, im Osten von der Świna (Swine), im Süden vom Stettiner Haff und im Nordosten von der Ostsee (Pommersche Bucht) begrenzt. Nordwestlich von Usedom liegen die Inseln Rügen, Ruden und Greifswalder Oie, östlich Wolin. Der deutsche Teil der Insel gehört zum Landkreis Vorpommern-Greifswald im Land Mecklenburg-Vorpommern. Der polnische Teil gehört zur Stadt Świnoujście in der Woiwodschaft Westpommern.
Die Seeseite der Insel ist durch eine relativ gerade verlaufende Ausgleichsküste mit sanft abfallender Schorre geprägt. Im Nordosten ist die Küste flach, ab Koserow dominiert Steilküste mit dem Streckelsberg in Koserow als höchstem Punkt. Die dem Festland zugewandte Seite der Insel ist durch das Achterwasser, eine vom Peenestrom gespeiste große Lagune der Ostsee, stark gegliedert und weist einige Halbinseln und Buchten auf. Ins Achterwasser hineinragende Halbinseln sind der Lieper Winkel, der Gnitz und die Halbinsel Cosim. Buchten des Achterwassers sind die Krumminer Wiek, der Krienker See, der Balmer See und der Nepperminer See. Weiterhin befinden sich im Achterwasser einige kleine Inseln: Böhmke, Balmer Werder und, bis 2016 durch einen Damm mit dem Gnitz verbunden, Görmitz.
Durch das Zurückweichen der Seeküste ist das Achterwasser zwischen Ückeritz und Zinnowitz nur noch durch eine schmale Nehrung von der offenen Ostsee getrennt. Die schmalste Stelle liegt zwischen Koserow und Zempin. Sie ist nur etwa 300 m breit und wurde in den vergangenen Jahrhunderten mehrmals von Sturmhochwassern der Ostsee überspült, z. B. beim Ostseesturmhochwasser 1872. Durch Küstenschutzmaßnahmen wie Buhnen, das Anspülen von Sand oder Brandungsmauern wurde und wird versucht, den Uferrückgang und Landverlust aufzuhalten.

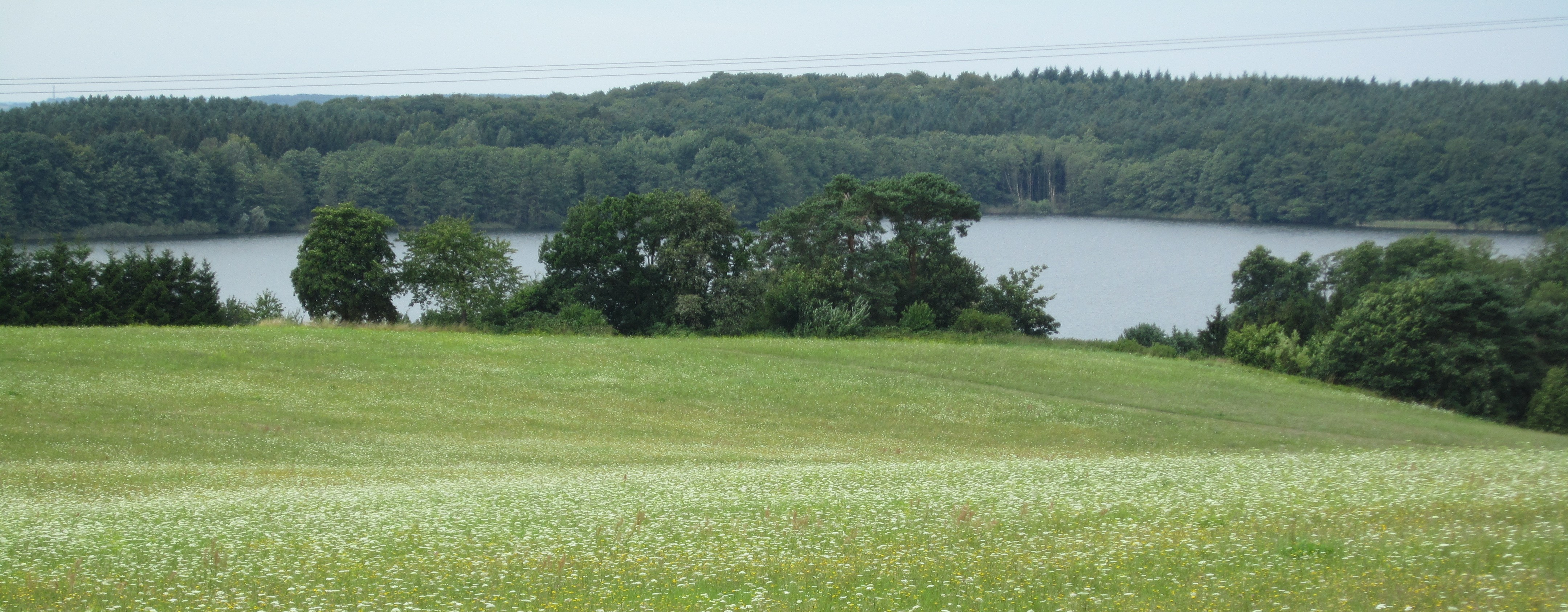
Großer Krebssee

Der nordwestliche Teil der Insel ist weitgehend flach, der südöstliche Teil von sanfter Hügellandschaft geprägt („Usedomer Schweiz“). Die höchsten Erhebungen Usedoms sind der Streckelsberg in Koserow sowie im Osten der Insel der Lange Berg, der Zirowberg, der Kückelsberg und der Golm. Diese Erhebungen bilden die alten Inselkerne. Zwischen diesen erstreckt sich flaches Schwemmland, bei dem es sich entstehungsgeschichtlich um von Meeresströmungen angelagertes Sediment handelt. In diesen Senken liegen, „oft versteckt und schwer zugänglich in dichtem Unterholz, kleine und größere Torfe, Moore, Sümpfe, schilfumstandene Seen, seerosenüberwachsene Tümpel.“ Die großen Seen im Osten der Insel sind der Schmollensee und der Gothensee. Zwischen diesen beiden sind der Große und der Kleine Krebssee gelegen. Südlich davon, inmitten des Thurbruchs, einem ausgedehnten Niedermoor, befindet sich der Kachliner See. Östlich des Gothensees liegt der Wolgastsee. Weitere kleinere Seen sind der Schloonsee in Bansin, der Wockninsee bei Ückeritz und der Kölpinsee im gleichnamigen Loddiner Ortsteil.

### Geologie

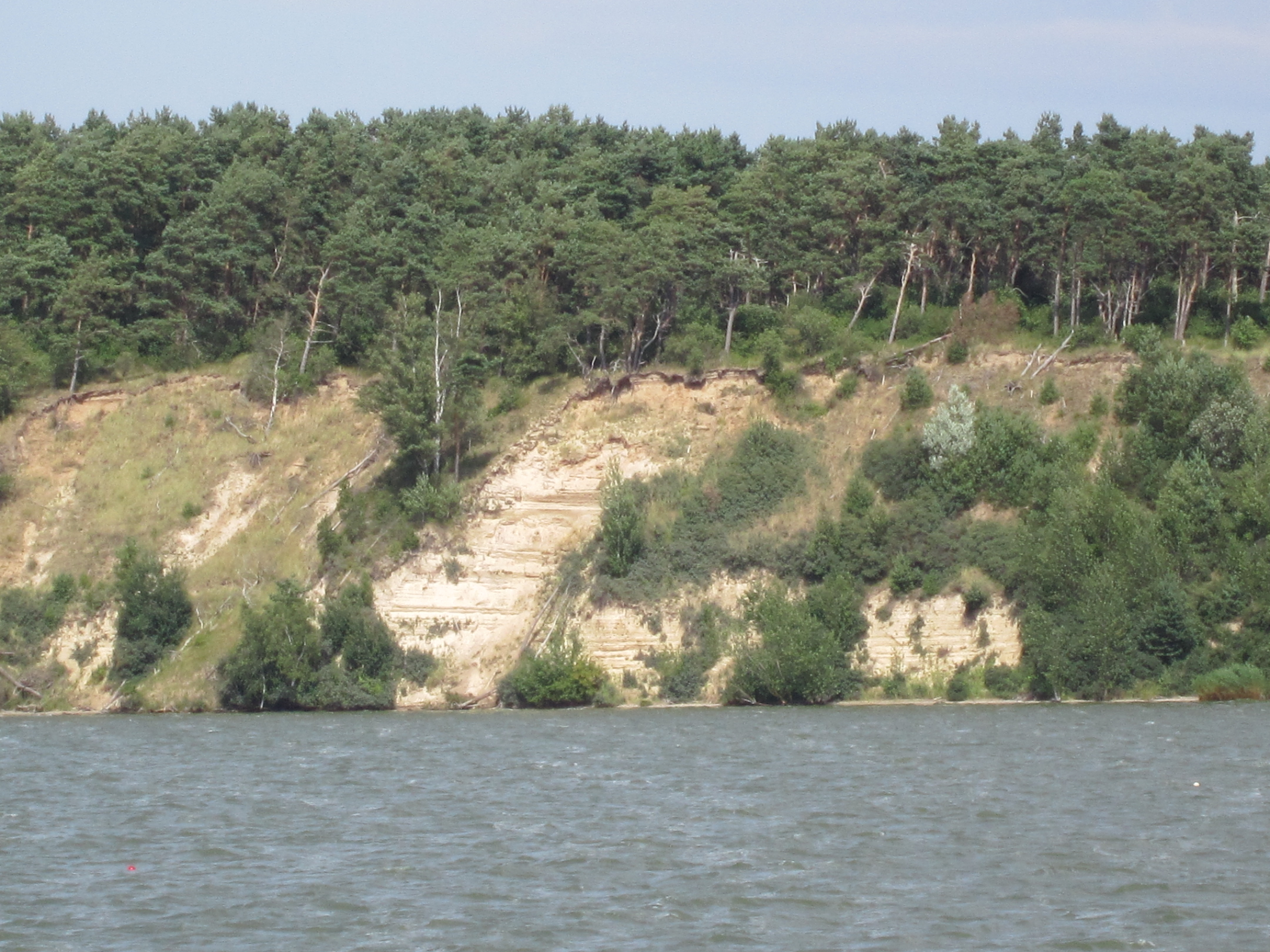
Steilufer im Westen der Halbinsel Gnitz

Die Insel ist Teil eines Endmoränenbogens, dessen Fortsetzung die Insel Wolin ist. Die Moräne entstand an der Stirn des zurückschmelzenden skandinavischen Eises der Weichseleiszeit vor etwa 15.000 Jahren. Die Schmelzwässer flossen nach Süden in einen Eisstausee, der das Stettiner Haff bildet und durch die ehemaligen Schmelzwassertäler wird das Haff entwässert. Mit dem Ansteigen des Ostseespiegels am Ende der letzten Eiszeit kam es durch Strandversatz zur Bildung einer Ausgleichsküste, die in Form der langen Sandstrände bestehen.
Die oberflächennahen Schichten der Insel sind ausschließlich erdgeschichtlich junge (quartäre) Ablagerungen. In 50 bis 100 Meter Tiefe steht die Oberkreide an.

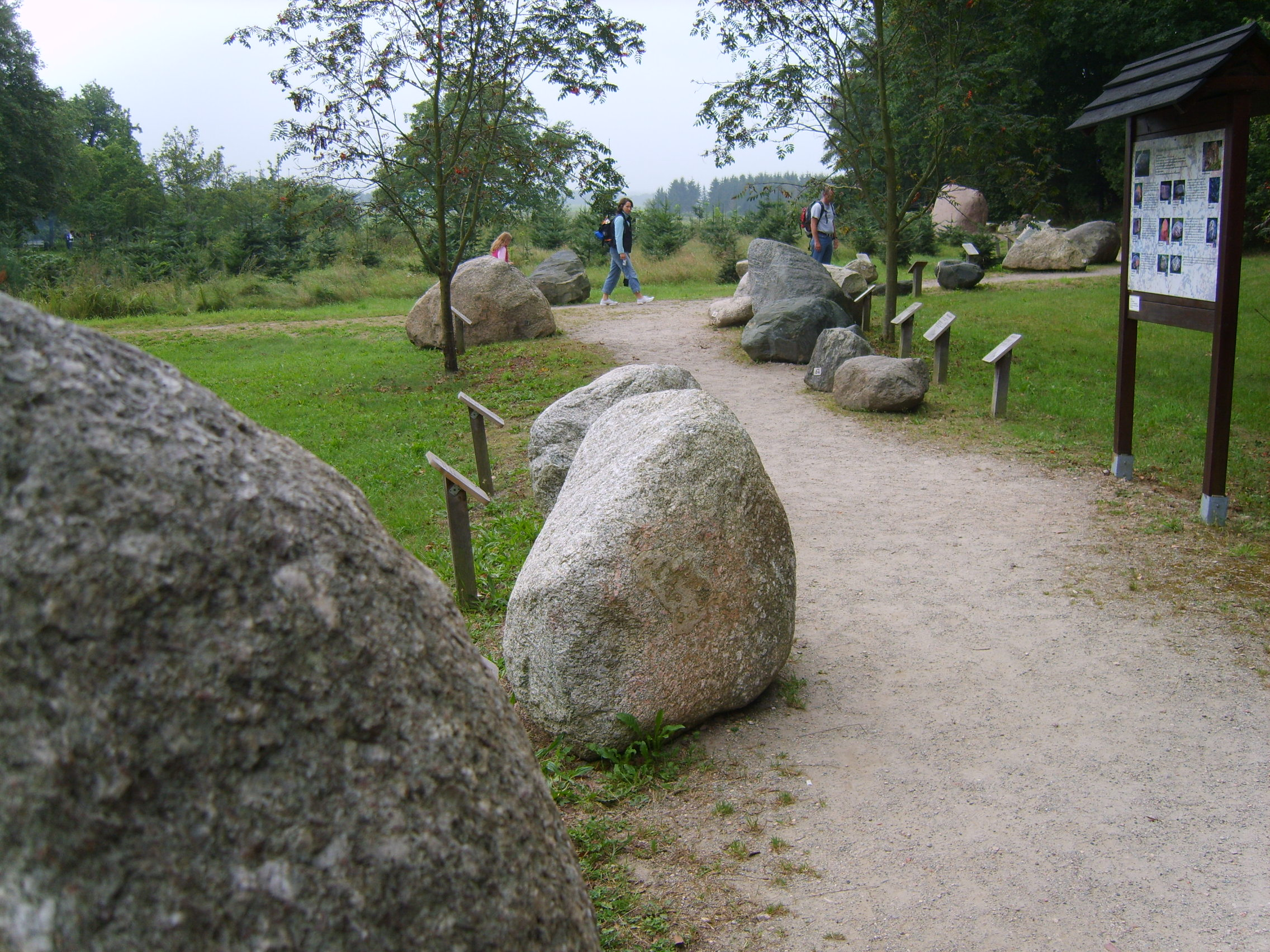
Findlingsgarten beim Forsthaus Neu-Pudagla

Auf Usedom gibt es die für ehemalige Vergletscherungsgebiete typischen Findlinge. Durch ihre ortsfremden Gesteinsarten sind sie ein direkter Nachweis für die Vergletscherung, denn die teilweise mehrere Kubikmeter großen und einige Tonnen schweren Gesteine stammen ausnahmslos aus Skandinavien und vom Grunde der Ostsee und können nur durch Eis transportiert worden sein. Die Findlinge weisen häufig Erosionsformen durch den Eistransport in Form von Kratzern und Schliffflächen auf.
Im Usedomer Gesteinsgarten beim Forstamt Neu Pudagla, das eng mit dem Institut für Geografie und Geologie der Universität Greifswald zusammenarbeitet, sind die wichtigsten Gesteinsarten der Findlinge ausgestellt. Als geologische Besonderheiten gelten beispielsweise ein Nexösandstein mit einem Volumen von etwa 2,3 m³ und parallelen Gletscherschrammen auf der Oberfläche, ein Konglomerat, bestehend aus verschiedenen gerundeten Geröllen der Brandungszone eines Strandes und ein Skolithussandstein mit fossilen Wurmgängen. Der älteste Findling ist etwa zwei Milliarden Jahre alt, der größte wiegt rund sieben Tonnen.

### Naturschutzgebiete

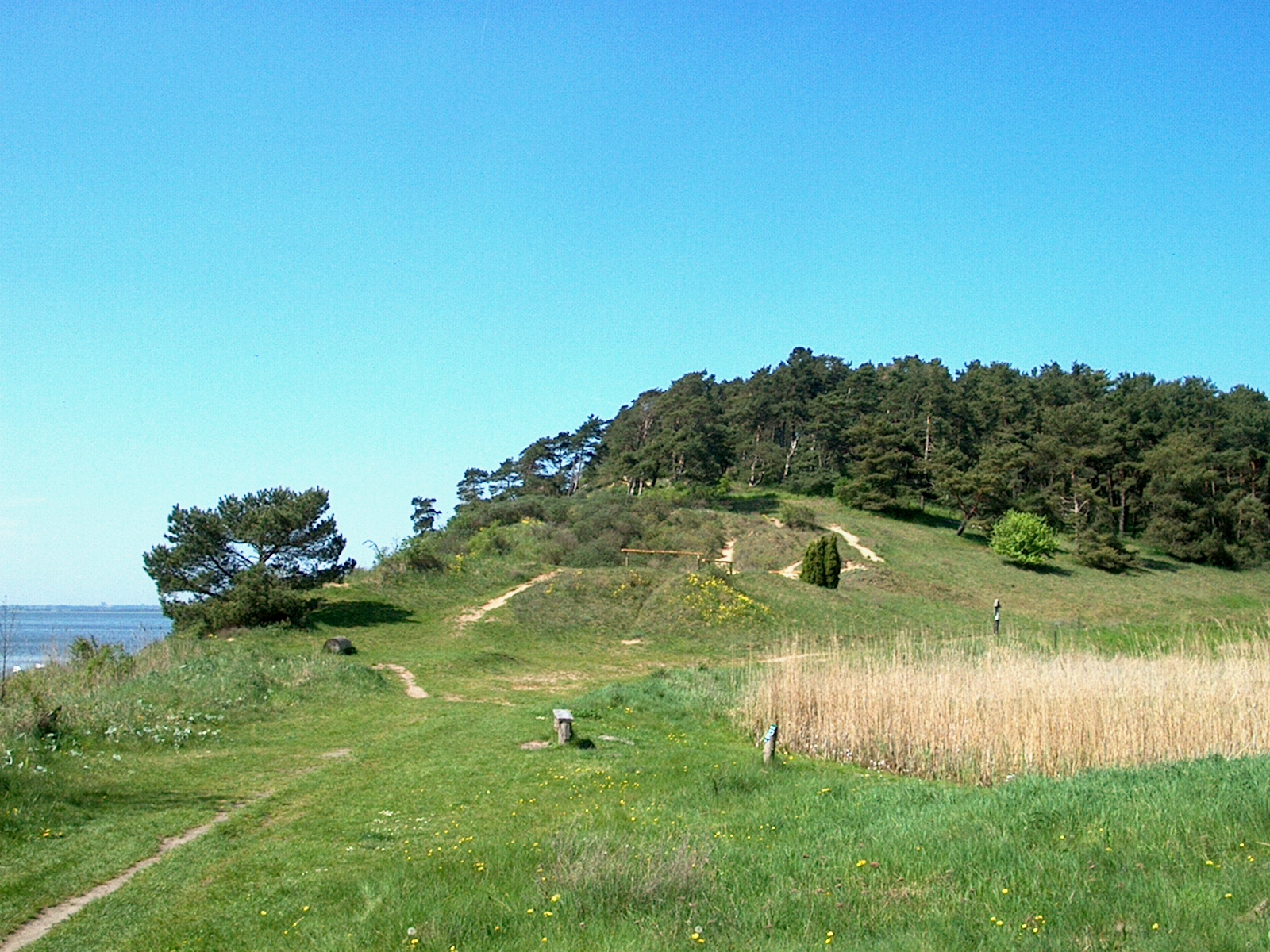
Landschaft auf der Halbinsel Gnitz

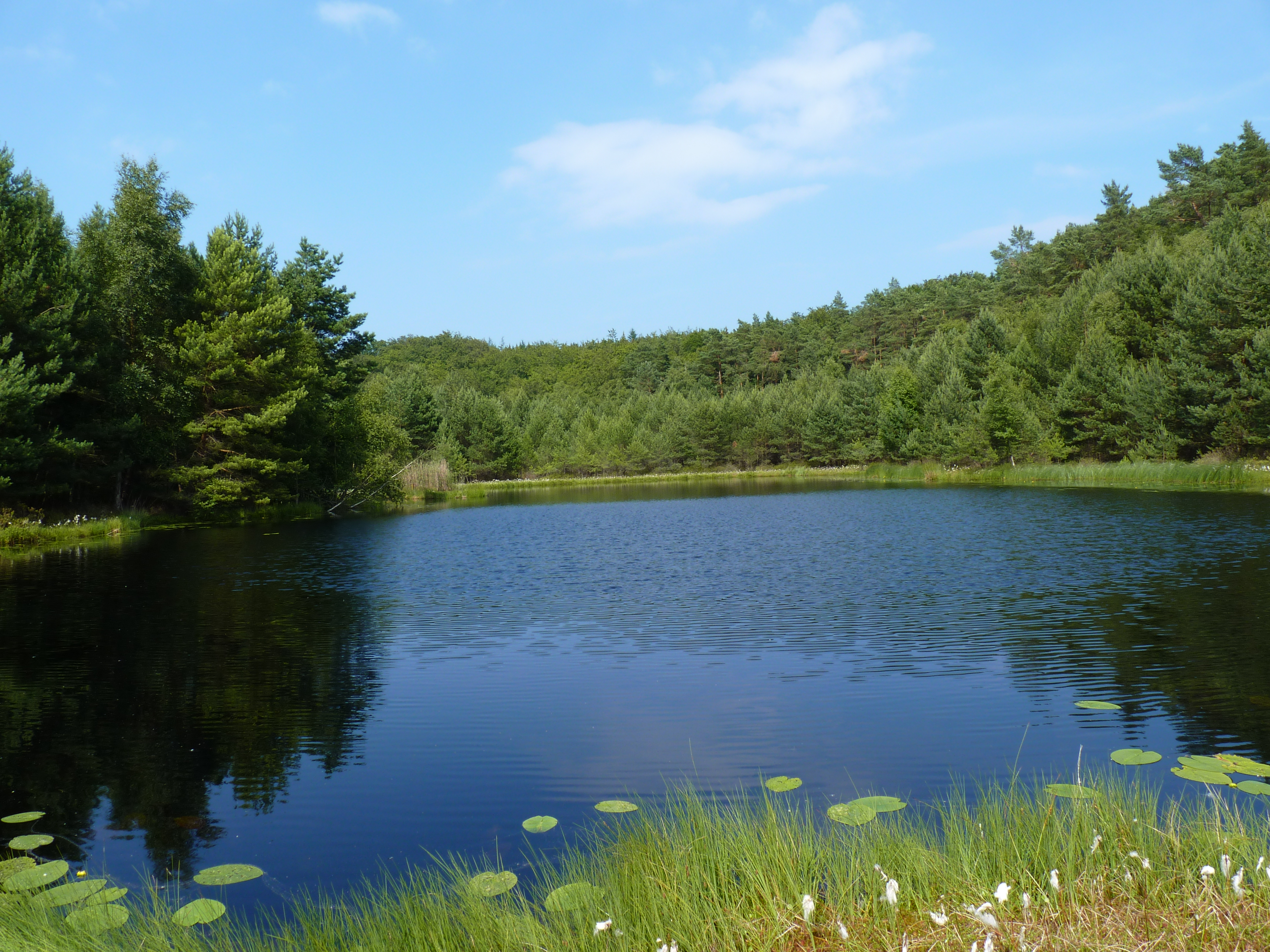
Mümmelkensee

Schon zu DDR-Zeiten waren einige Flächen Usedoms zu Naturschutzgebieten (NSG) sowie Landschaftsschutzgebieten (LSG) erklärt worden, die nach und nach erweitert wurden. Im Dezember 1999 wurde die gesamte Insel einschließlich der zum Festland hin liegenden Gewässer sowie ein kleiner Streifen vom Festland im Bereich des Seebads Lubmin und der Stadt Lassan offiziell zum Naturpark Insel Usedom erklärt.
Naturschutzgebiete (NSG) auf Usedom:
- Naturschutzgebiet Peenemünder Haken, Struck und Ruden, das älteste NSG Usedoms – schon 1925 ausgewiesen
- Halbinsel Gnitz, seit 1994, 61 ha
- Wockninsee bei Ückeritz, seit 1967, 50 ha, teilweise verlandet
- Mümmelkensee, seit 1961, 6 ha, Moorsee zwischen Schmollensee und Ostseestrand
- Naturschutzgebiet Halbinsel Cosim am Balmer See, seit 1996, 85 ha
- Vogel-Inseln Böhmke und Werder im Balmer See, seit 1967, 118 ha
- Gothensee, seit 1967, mit 800 ha das größte NSG auf Usedom, mit Niedermoor Thurbruch
- Golm, seit 1976, 25 ha, höchster Berg Usedoms (69 m)
- Zerninsee, seit 1995, 365 ha, verlandeter See und Moor an der Grenze zu Polen
- Streckelsberg in Koserow, seit 1961, 34 ha, höchste Kliffranddüne der Insel (58 m)
- Naturschutzgebiet Mellenthiner Os, seit 1995, 65 ha, eiszeitlicher Wallberg und Moor, slawische Wallburg
- Kleiner Krebssee, seit 1996, 45 ha, zwischen Schmollensee und Gothensee

### Klima

Niederschlagsdiagramm

Usedom ist die sonnenreichste Region Deutschlands. Der Ort Zinnowitz verzeichnet mit einer durchschnittlichen jährlichen Sonnenscheindauer von 1917 Stunden die meisten Sonnenstunden aller Messstellen des Deutschen Wetterdienstes. Der Mittelwert in Deutschland liegt bei 1550 Stunden Sonnenschein pro Jahr.
Der Jahresniederschlag in Zinnowitz liegt mit 560 mm im unteren Drittel der Messstellen des Deutschen Wetterdienstes. Nur 13 % zeigen niedrigere Werte an. Der trockenste Monat ist der Februar und am meisten regnet es im Juli. Im niederschlagreichsten Monat fällt 2,1 mal mehr Regen als im trockensten. Die jahreszeitlichen Niederschlagsschwankungen liegen im unteren Drittel. In nur 15 % aller Orte schwankt der monatliche Niederschlag weniger.

### Orte
Die Grundzentren des deutschen Teils von Usedom sind Zinnowitz im Westen und Heringsdorf im Osten. Das Mittelzentrum für den nördlichen Teil der Insel ist die Stadt Wolgast, für den südlichen Teil Anklam. Für den östlichen Abschnitt der Ostseeküste hält zudem die direkt an die Gemeinde Heringsdorf grenzende Stadt Świnoujście Angebote eines Mittelzentrums bereit. Einzige deutsche Gemeinde mit historischem Stadtrecht ist die Stadt Usedom im Süden der Insel.
Inselgemeinden mit über eintausend Einwohnern (Stand: Dezember 2013) sind zudem Benz, Karlshagen, Koserow, Loddin, Trassenheide, Ückeritz und Zempin. Die Stadt Greifswald fungiert als Oberzentrum für die Insel Usedom.
Von touristischer Bedeutung sind die meisten Orte auf Usedom, insbesondere an der Ostseeküste, aber auch im ruhigen Achterland und am Ufer des Stettiner Haffs. Für ländliche Orte sind häufig traditionelle Häuser mit Reetdächern sowie Putz-, Feldstein- und Klinker- bzw. Backsteinfassaden typisch, in den mondänen Seebädern an der Ostseeküste herrscht feingliedrige Bäderarchitektur vor, und zwar auch bei jüngeren Neubauten seit der deutschen Wiedervereinigung 1990. Historisch bedeutsam sind auch militärische und maritime Bauten entlang der Świna in Świnoujście, insbesondere der Festung Swinemünde.

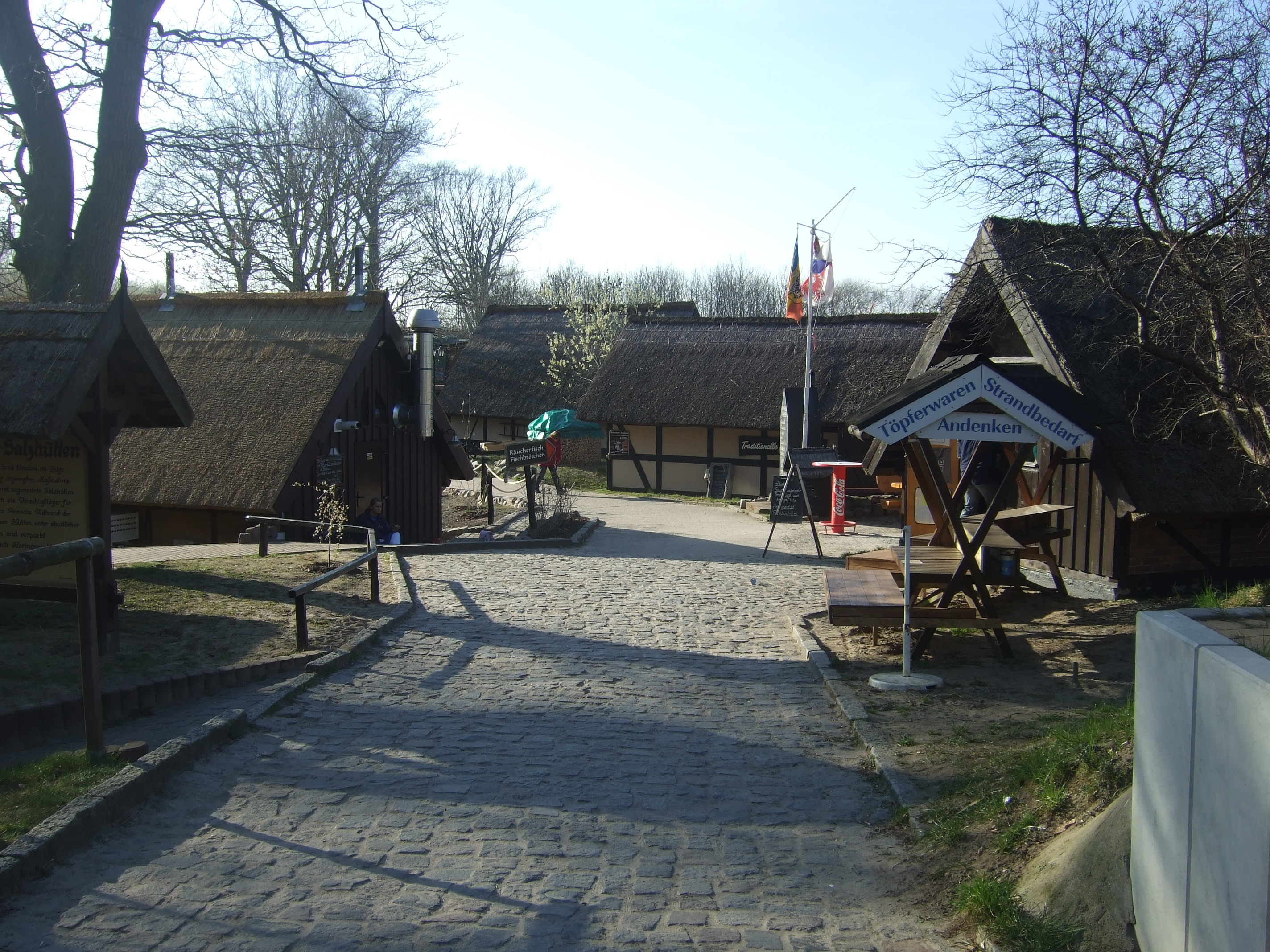
Koserower Salzhütten
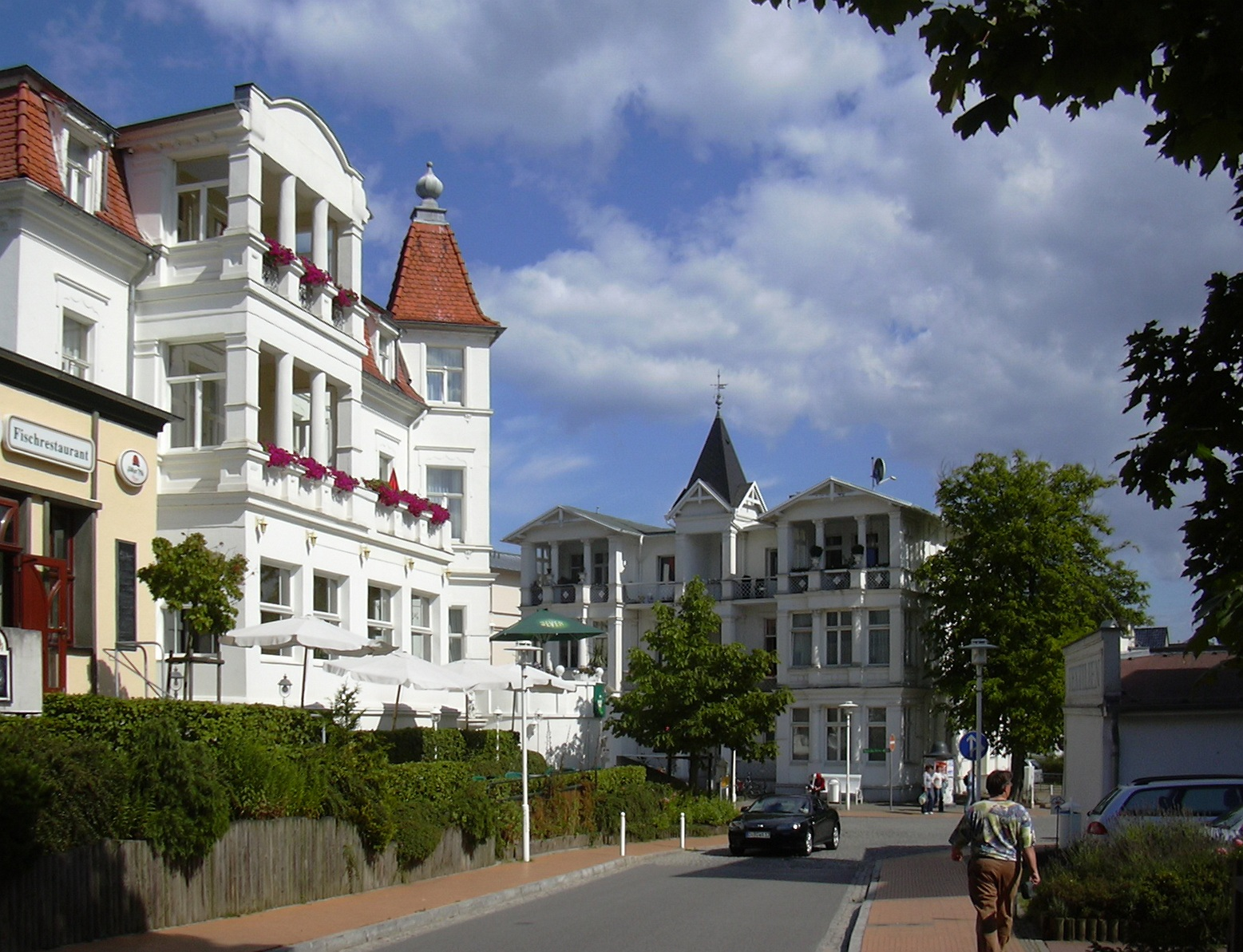
Bansiner Haus im Bäderstil
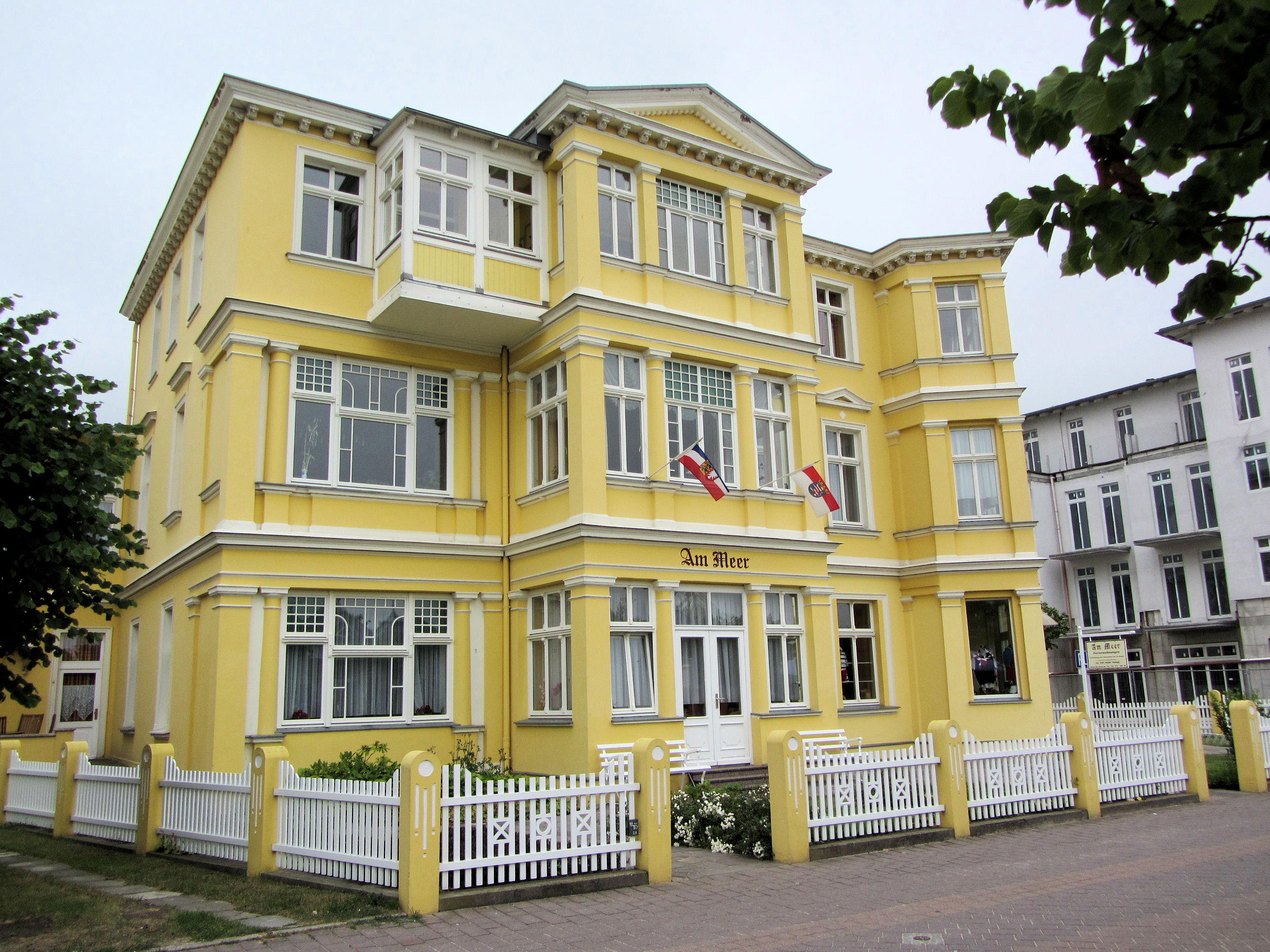
Ahlbeck: Haus im Bäderstil
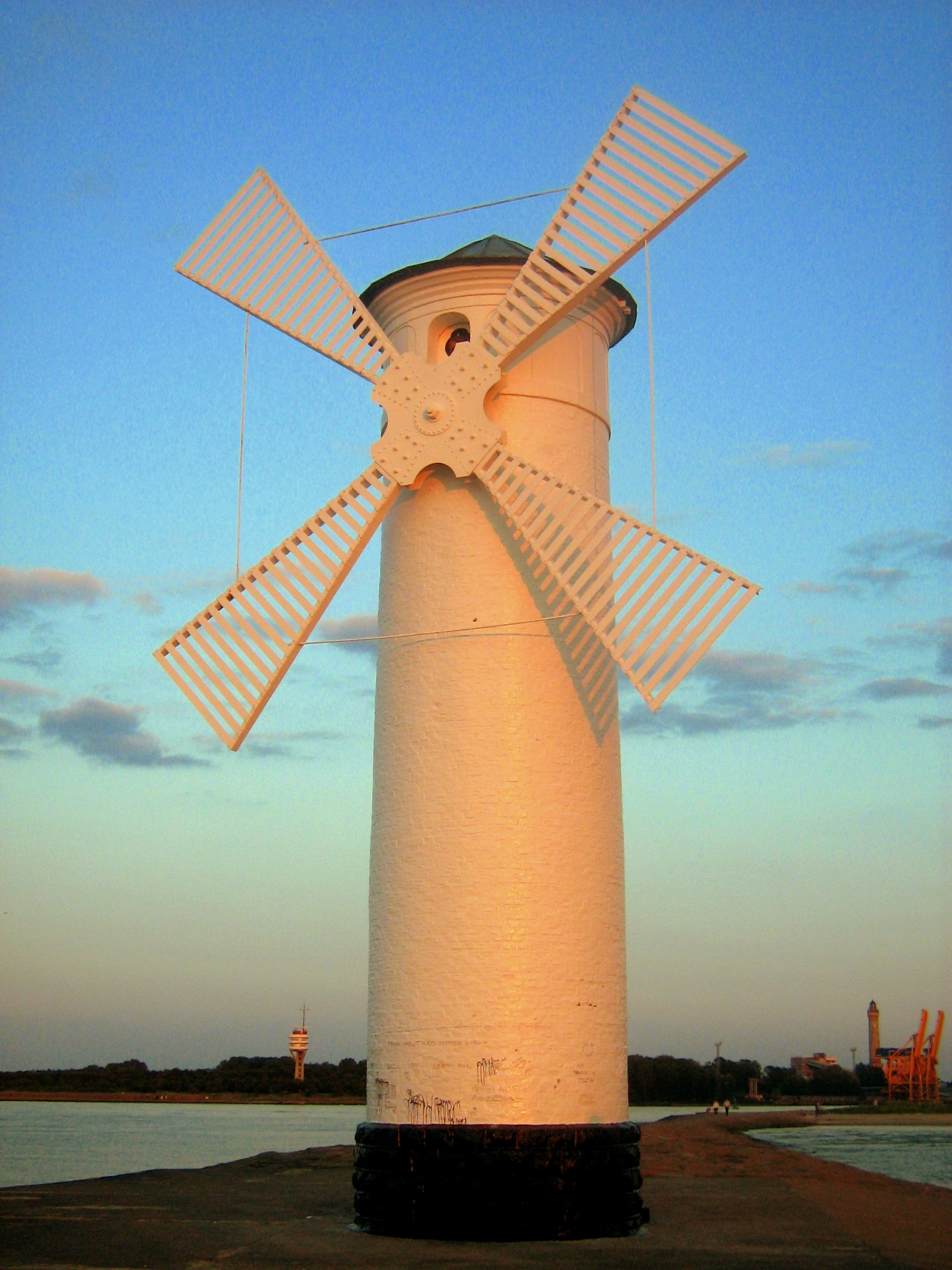
Mühlenbake in Swinemünde
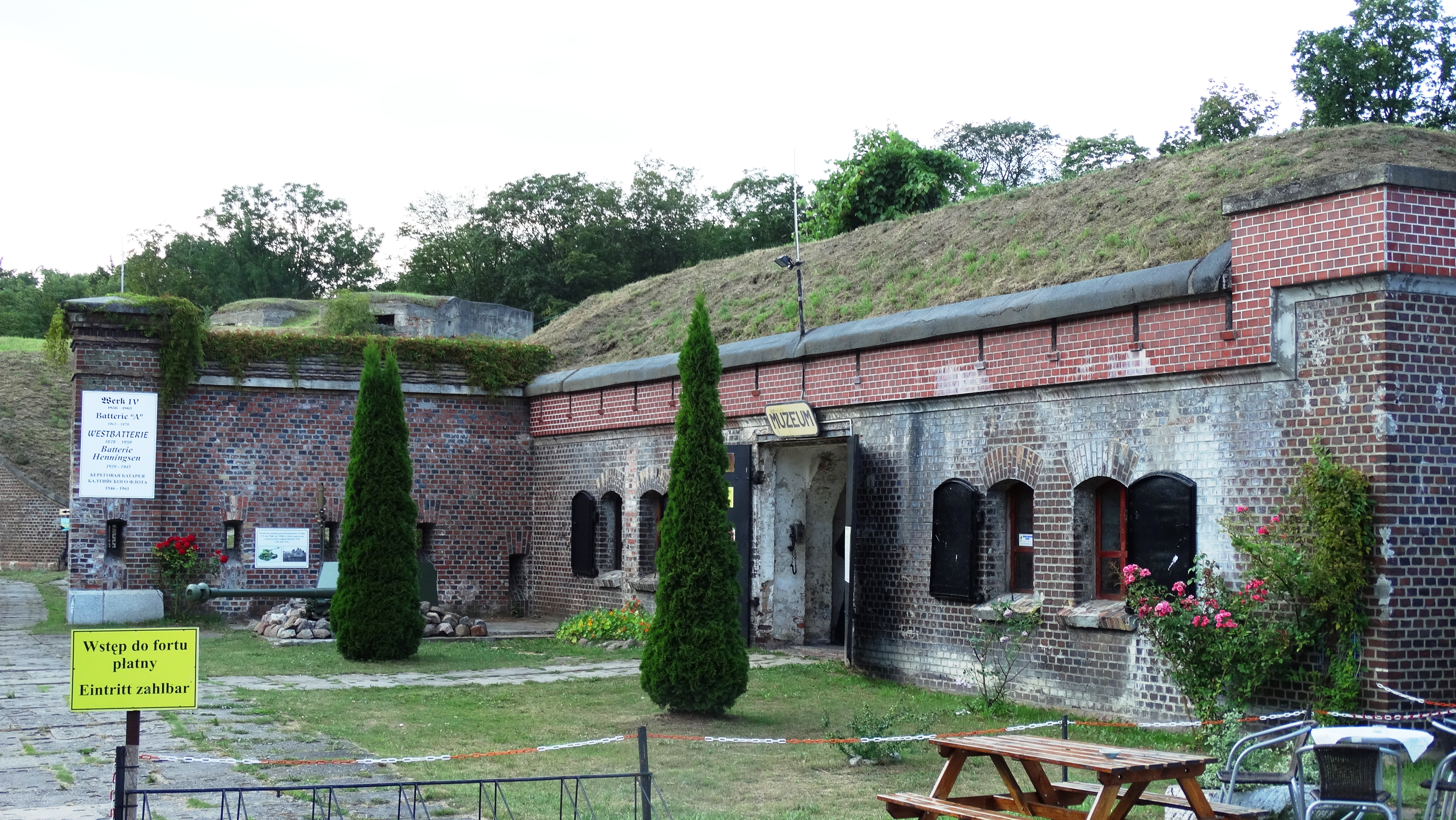
Werk IV (Fort West) in Swinemünde
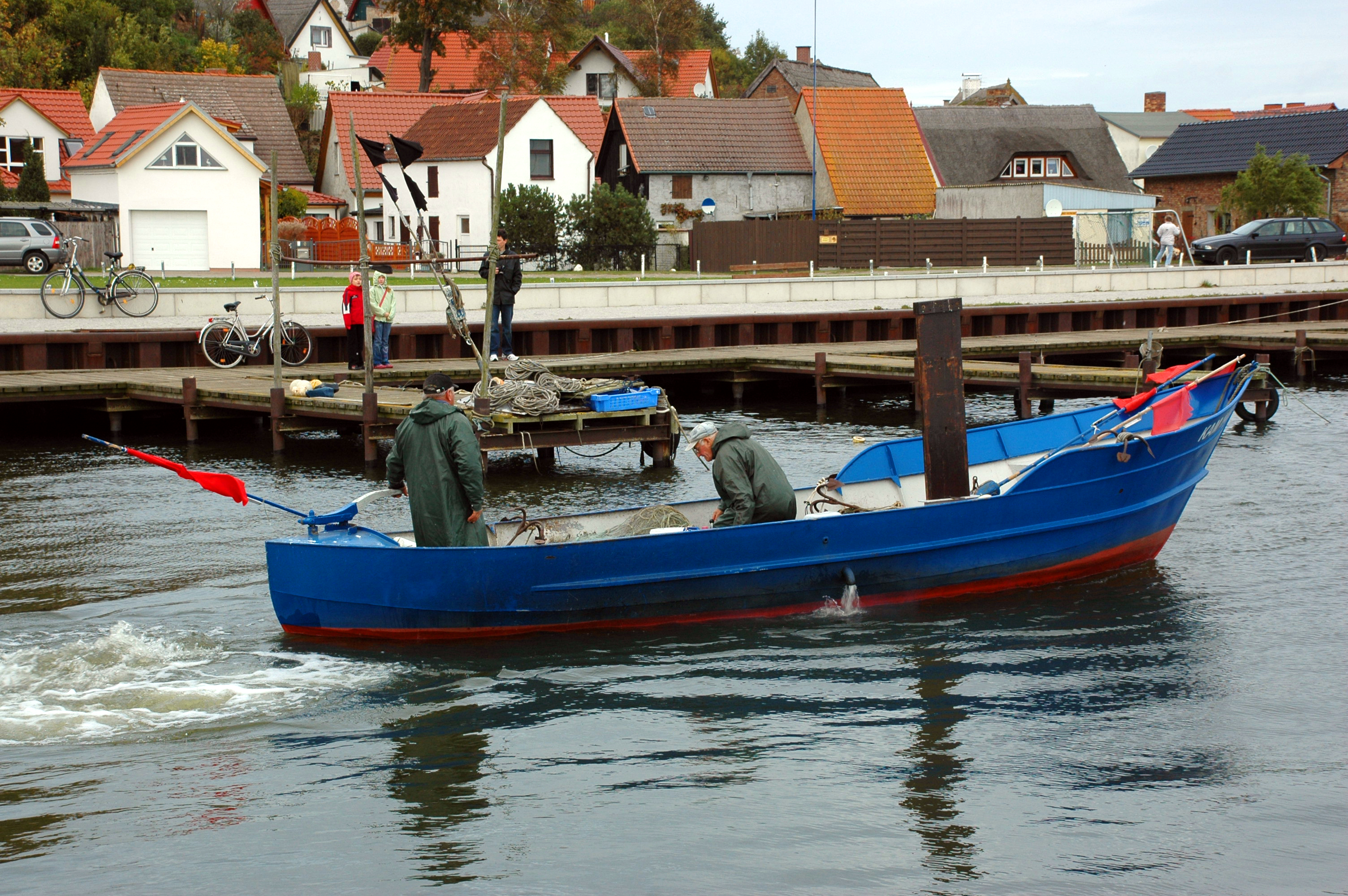
Hafen Kamminke
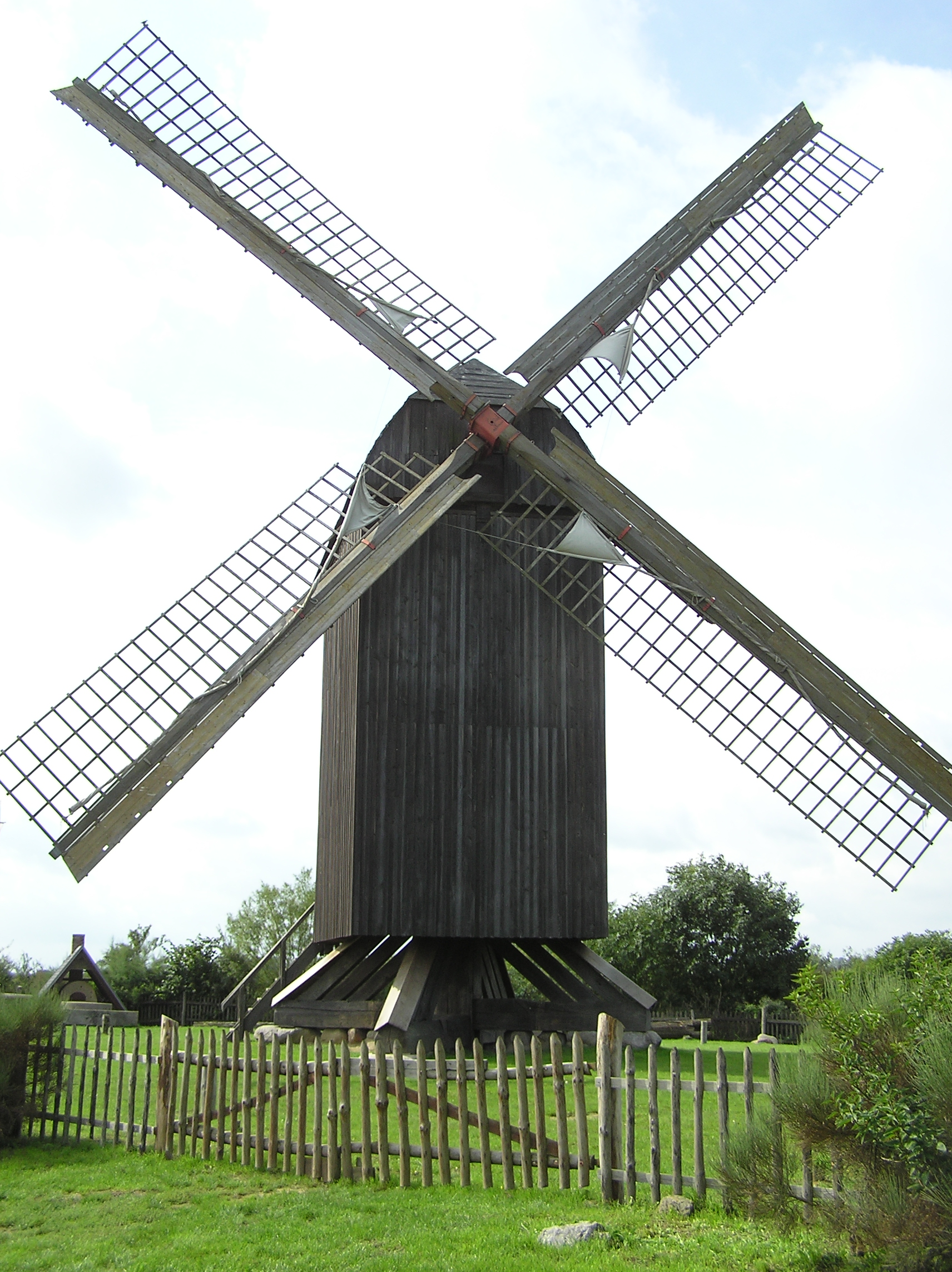
Bockwindmühle Pudagla
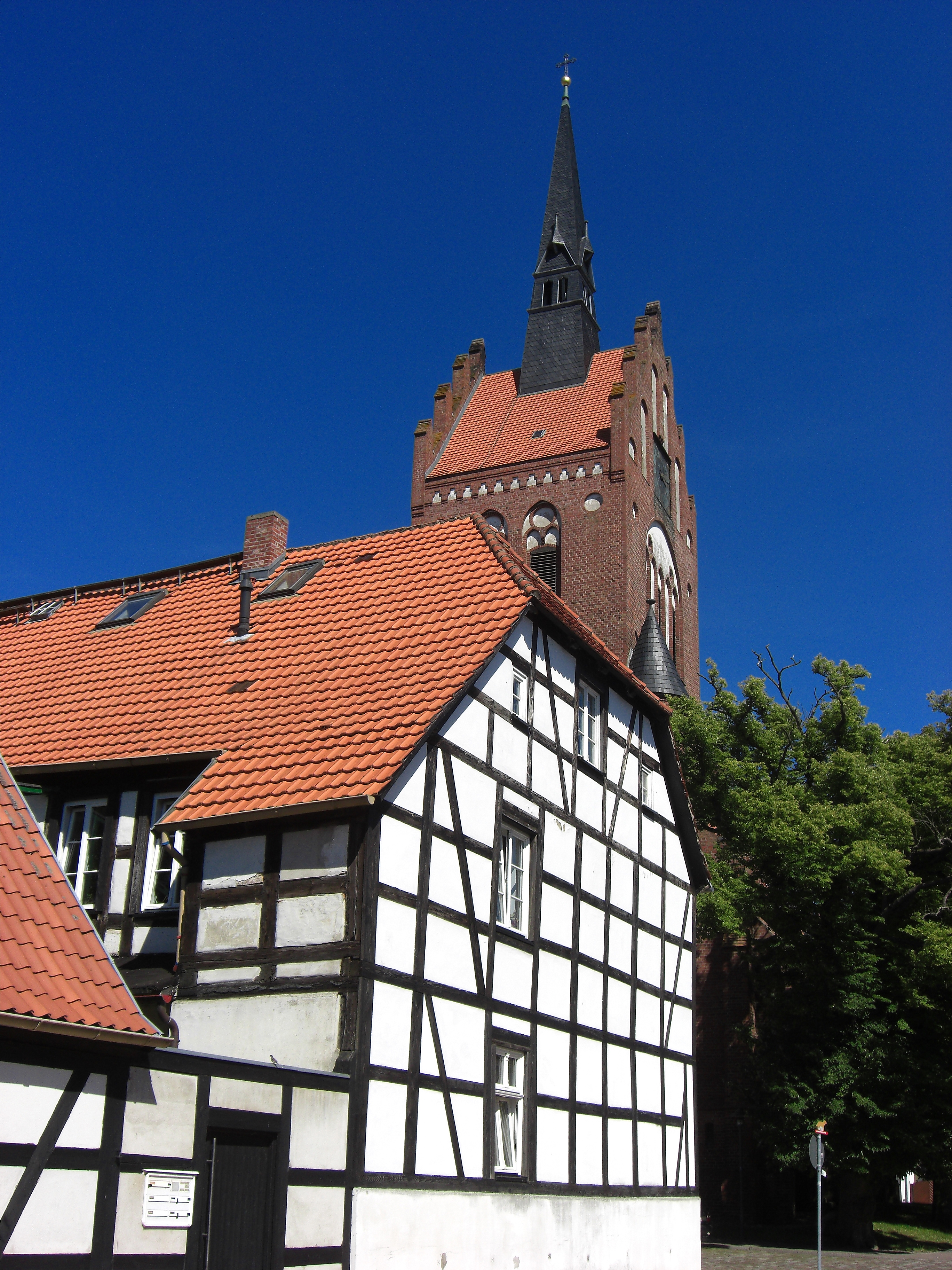
Stadt Usedom

## Name der Insel
Der Name „Uznoimia civitas“ wurde um 1125 von dem hier missionierenden Bischof Otto von Bamberg erstmals bezeugt, und er bezieht sich auf die gleichnamige Kleinstadt im Südwesten der Insel. Vielleicht liegt Uznoimia das slawische Wort znoj für umströmt zugrunde. Der Name wandelte sich zu Uznoimi, Uznoim (1175), Uznam, Uznom, Uzdem hin zum Usedum im Jahr 1420. Regionale Sagen verballhornten den Namen in einer Art „Volksetymologie“ zum Ausruf „O so dumm!“.

## Geschichte

### Frühgeschichte und Mittelalter

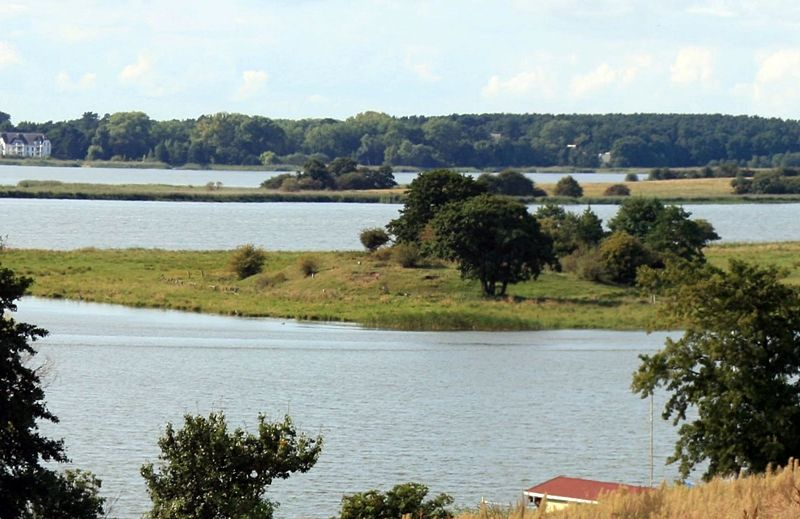
Zeugnis früher Besiedlung auf Usedom: Burgwall Neppermin, im 9. und 10. Jahrhundert entstanden

Vereinzelte archäologische Siedlungs-Funde datieren bis in das Mesolithikum zurück. Zahlreich sind die Funde aus dem Neolithikum, mehr als 500 aufgefundene Siedlungsplätze deuten auf eine rege Besiedlung der Insel hin. Allerdings ist nur bei Lütow auf der Halbinsel Gnitz ein Großsteingrab erhalten geblieben. In der Bronzezeit profitierte Usedom von seiner Lage am Oderweg, der eine wichtige nordsüdliche Handelsroute vom Mittelmeer in den skandinavischen Raum war. Der Burgwall auf dem Golm ist ein Bodendenkmal aus der Übergangszeit von der Jungbronzezeit zur Frühen Eisenzeit. Als nördlichster Ort einer entlang der Oder gelegenen Gruppe von Befestigungsanlagen angesehen, wird er der Lausitzer Kultur zugeschrieben. Seit den 1970er Jahren wird in diesem Zeitraum für die Inseln Usedom und Wolin von einer eigenständigen Kultur ausgegangen, der Usedom-Wolliner Gruppe. Viele archäologische Funde belegen, dass die Inselbewohner den im Altertum begehrten Bernstein, der an den Küsten Usedoms gefunden wird, gegen Gebrauchsgegenstände und Schmuck aus Bronze eintauschten. So wurde im Jahr 1975 nahe Ückeritz bei Grabungsarbeiten eine aus 110 Einzelteilen bestehende Ausschmückung eines Pferdegespanns gefunden, die mit dem bronzezeitlichen Sonnenkult in Verbindung gebracht wird. In der Zeit der Völkerwanderung wichen die germanischen Stämme der Odermündung einer wendisch-slawischen Besiedelung, aus der die meisten Ortsnamen auf der Insel stammen, und die im lokalen Brauchtum nachwirkt. In der wendischen Epoche war die Insel bereits dicht und wohlorganisiert besiedelt. Bauliche Relikte aus jener Zeit sind zum Beispiel die Burgwälle bei Neppermin, Mellenthin und Stolpe.
Seit dem 10. Jahrhundert gab es beim späteren Ort Usedom eine slawische Burgsiedlung. Die „Urbs Osna“ wurde um 1115/1119 von den Dänen zerstört. „Urbs Osna“ wird im Zusammenhang mit der Eroberung des Landstrichs durch den ersten Herzog von Pommern, Wartislaw I. und mit der von ihm veranlassten Missionierung durch Bischof Otto von Bamberg erwähnt. Letzterer ließ am Pfingstsonntag des Jahres 1128 die wendischen Großen auf dem Burgwall zusammenkommen und bekehrte diese zum Christentum. An die Übernahme des Christentums durch die Slawen der Insel und des angrenzenden vorpommerschen Festlands erinnert ein 1928 auf dem Burgwall von Usedom errichtetes Kreuz.
Die Burg wurde um 1159 wieder aufgebaut, und zugleich entstand ein Marktort. Bis zur Mitte des 13. Jahrhunderts war der Ort eine der Lieblingsresidenzen der Herzöge von Pommern. Danach verlor er diese Bedeutung zugunsten von Wolgast und Stettin. In der ersten Hälfte des 13. Jahrhunderts begann nach jahrzehntelangen Kämpfen zwischen den slawischen Einwohnern und den Dänen die Einwanderung deutscher Siedler. Es entstanden neue Dörfer mit Hufenverfassung und Dreifelderwirtschaft. Adlige deutscher und slawischer Herkunft ließen sich zu Lehnsrecht nieder. An der Stelle der slawischen Großsiedlung Usedom entstand die deutsche Stadt Usedom, die 1298 lübisches Stadtrecht erhielt. Um 1155 wurde in der Nähe von Usedom das Prämonstratenserkloster (Kloster Grobe) gegründet, das 1308 nach Pudagla verlegt wurde. Das Kloster Grobe brachte während des Mittelalters beträchtliche Teile der Insel in seinen Besitz. Es wurde während der Reformation dem Herzogtum Pommern 1535 eingegliedert und in ein herzogliches Amt umgewandelt.

### 17. und 18. Jahrhundert

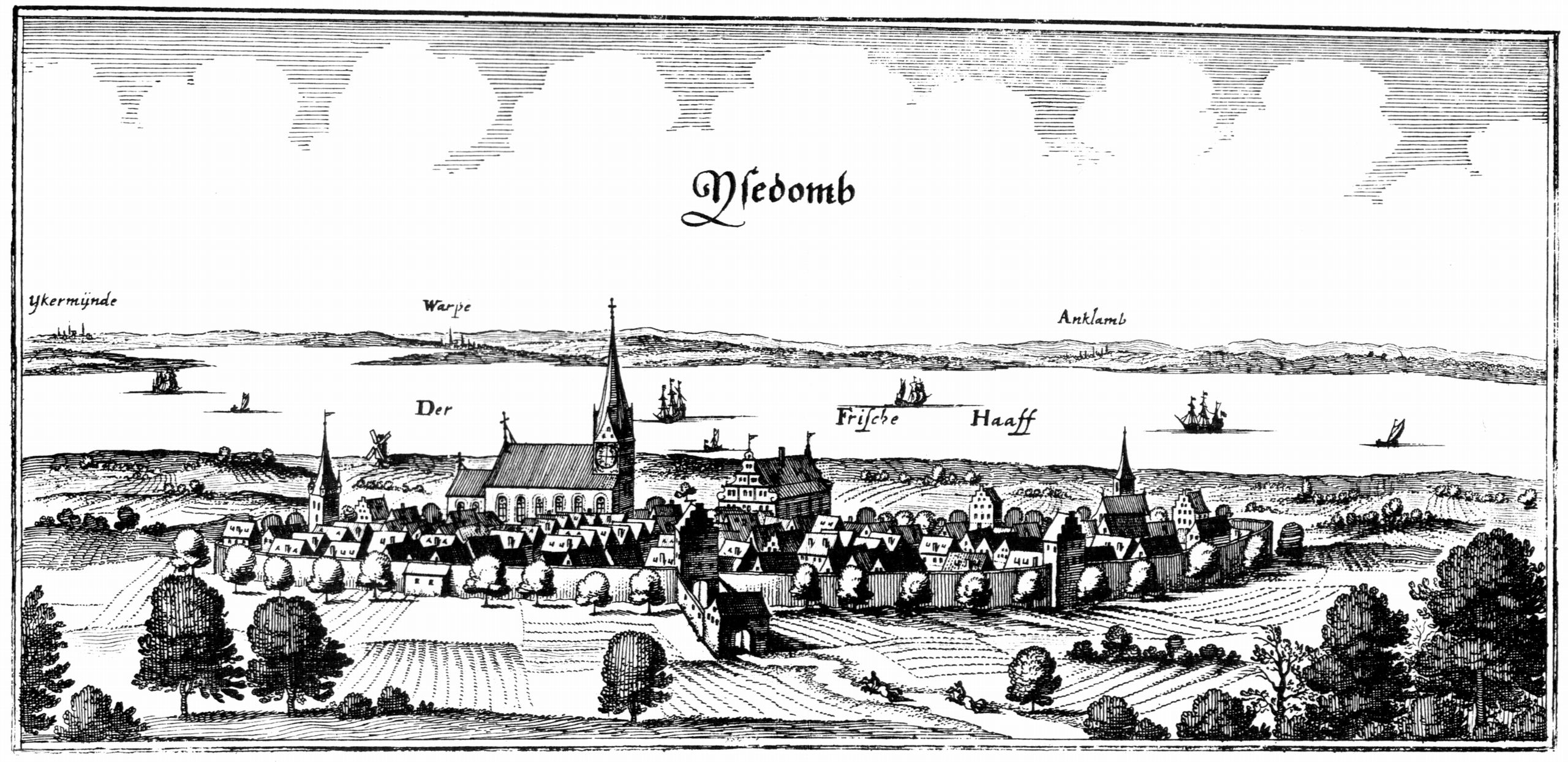
Usedom (Stadt), ältester Ort der Insel (Stich 1652 nach Merian)

Nach dem Dreißigjährigen Krieg fiel Usedom, wo 1630 der schwedische König Gustav Adolf mit seinen Schiffen gelandet war, zusammen mit dem übrigen Vorpommern und dem gesamten Odermündungsgebiet einschließlich der Nachbarinsel Wollin an Schweden und wurde Teil von Schwedisch-Pommern. Der schwedische König herrschte dort jedoch nur als Herzog von Pommern, und das Gebiet blieb Teil des Heiligen Römischen Reiches Deutscher Nation. Zwischen 1648 und 1720 war die Insel Usedom mehrfach Schauplatz kriegerischer Auseinandersetzungen zwischen Brandenburg-Preußen und Schweden. Im Ergebnis des Großen Nordischen Kriegs (1700–1721) kam die bereits seit 1713 zusammen mit anderen vorpommerschen Gebieten unter preußischem Sequester stehende Insel endgültig an Preußen.
Wirtschaftspolitische Bestrebungen der preußischen Krone führten in der ersten Hälfte des 18. Jahrhunderts zum Ausbau der bisher nur schwer passierbaren Swine und 1764 an deren Mündung zur Gründung von Swinemünde. Der neue Schifffahrtsweg machte die Zufahrt nach Stettin von der noch von Schweden kontrollierten alten Route über den Peenestrom an Wolgast vorbei unabhängig.

### 19. Jahrhundert

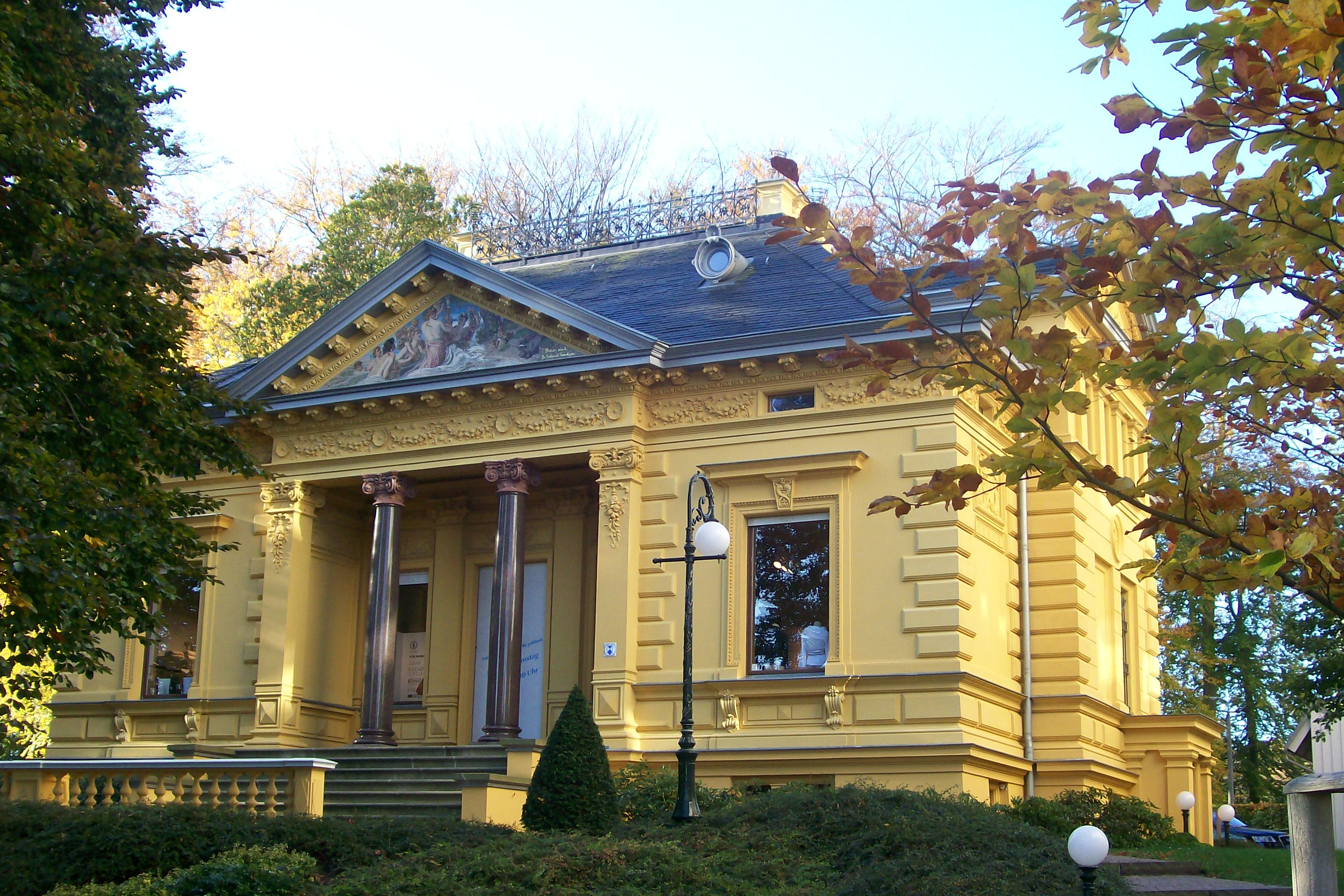
Die Villa Oechsler (erb. 1883) im Ostseebad Heringsdorf

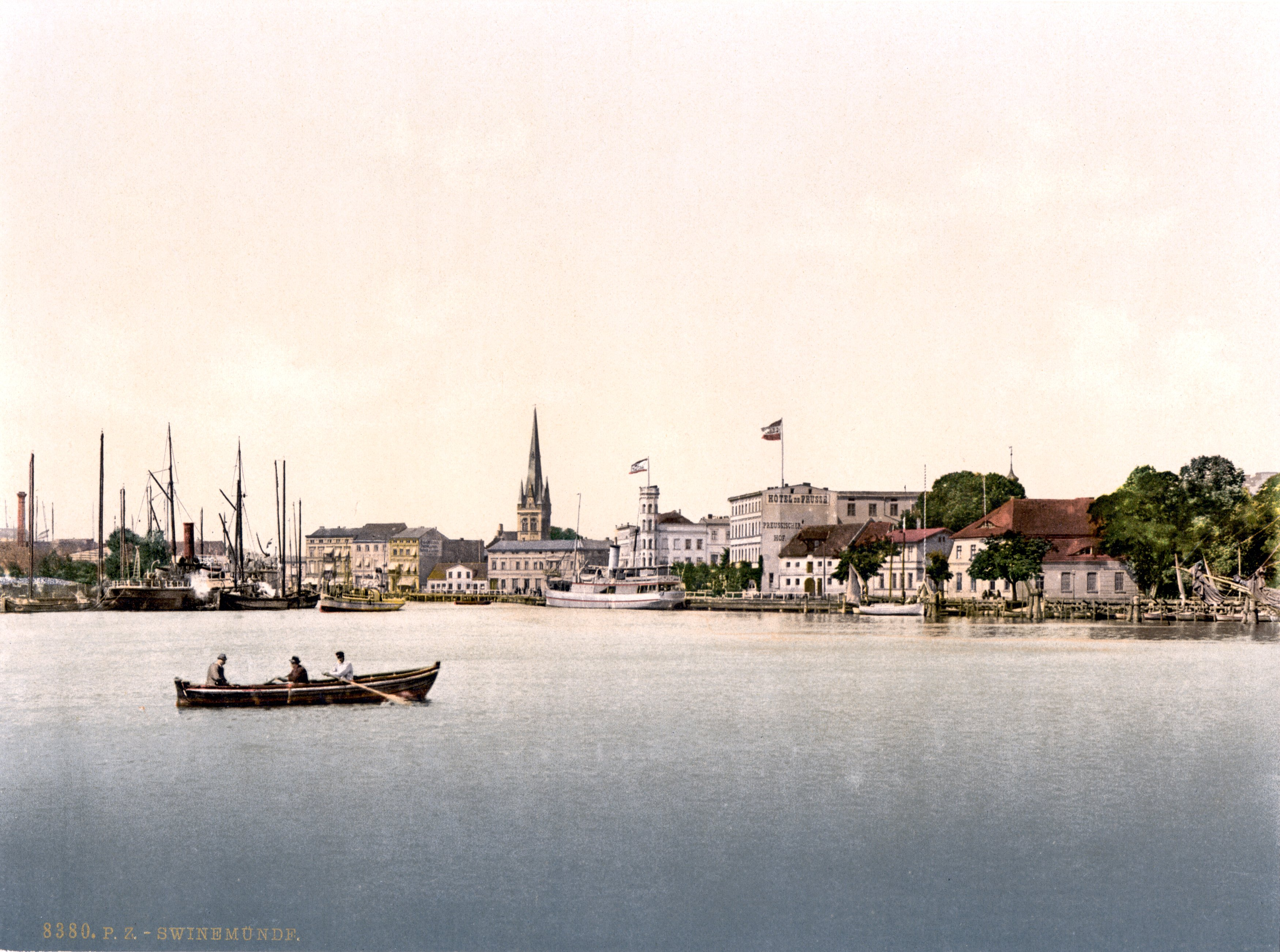
Swinemünde um 1895

Bei den preußischen Verwaltungsreformen wurde 1818 aus den beiden Inseln Usedom und Wollin der Landkreis Usedom-Wollin mit Swinemünde als Kreisstadt gebildet. 1824 beziehungsweise 1825 begann der Badebetrieb in den Orten Swinemünde und Heringsdorf, denen bis zur Mitte des 19. Jahrhunderts Koserow, Zinnowitz und Ahlbeck folgten. Die große Zeit der Seebäder begann erst nach der Reichsgründung 1871. Durch den Bau der Kaiserfahrt in der Swinemündung wurde das Dorf Kaseburg zur Insel zwischen dem Kanal und der Swine.
Der ansteigende Badetourismus vor allem aus dem relativ nahen Berlin veranlasste den Bau der von der Bahnlinie Berlin–Prenzlau–Stralsund bei Ducherow abzweigenden Bahnstrecke Ducherow–Heringsdorf–Wolgaster Fähre. Davon ist bis Swinemünde außer dem gleislosen Bahndamm und einigen Bahnhofsgebäuden nur noch die Ruine der stählernen Hubbrücke Karnin erhalten.

### 20. und 21. Jahrhundert

#### Bis 1945
In der Zeit nach dem Ersten Weltkrieg war die Verwaltung des Ostseebads Zinnowitz bestrebt, den Ort zum „judenfreien Bad“ zu machen, sodass bereits 1928 in einem Reiseführer jüdische Gäste vor dem Besuch von Zinnowitz gewarnt wurden. Nach der Machtergreifung durch die Nationalsozialisten wurden jüdische Urlauber vollständig von den Stränden der Insel verdrängt.

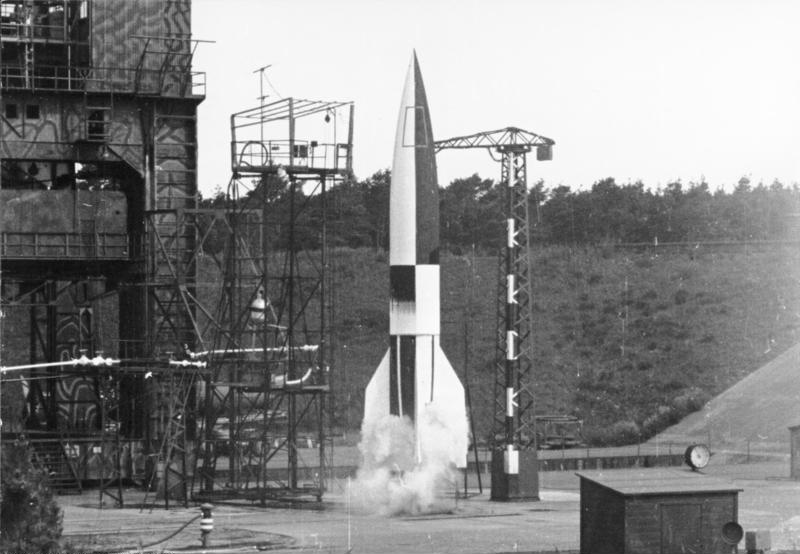
V 2 vor dem Start auf der Heeresversuchsanstalt Peenemünde, 1943

Im Zweiten Weltkrieg befanden sich in Peenemünde die Heeresversuchsanstalt Peenemünde, ein Testgelände für Raketen, die Erprobungsstelle der Luftwaffe Peenemünde-West und in Swinemünde ein Marinestützpunkt. Diesen Anlagen galten die Luftangriffe der Royal Air Force und der United States Army Air Forces der Jahre 1943 bis 1945, wobei der Angriff auf Swinemünde in den Mittagsstunden des 12. März 1945 zu vielen Toten vor allem unter den sich dort stauenden Flüchtlingen aus dem Osten führte. Die Toten wurden in Massengräbern auf der Erhebung Golm bei Kamminke, direkt an der heutigen Grenze, beigesetzt. Dort befindet sich eine Gedenkstätte. Im Jahr 2005 eröffnete der Volksbund Deutsche Kriegsgräberfürsorge eine internationale Jugendbegegnungsstätte.

#### 1945–1990

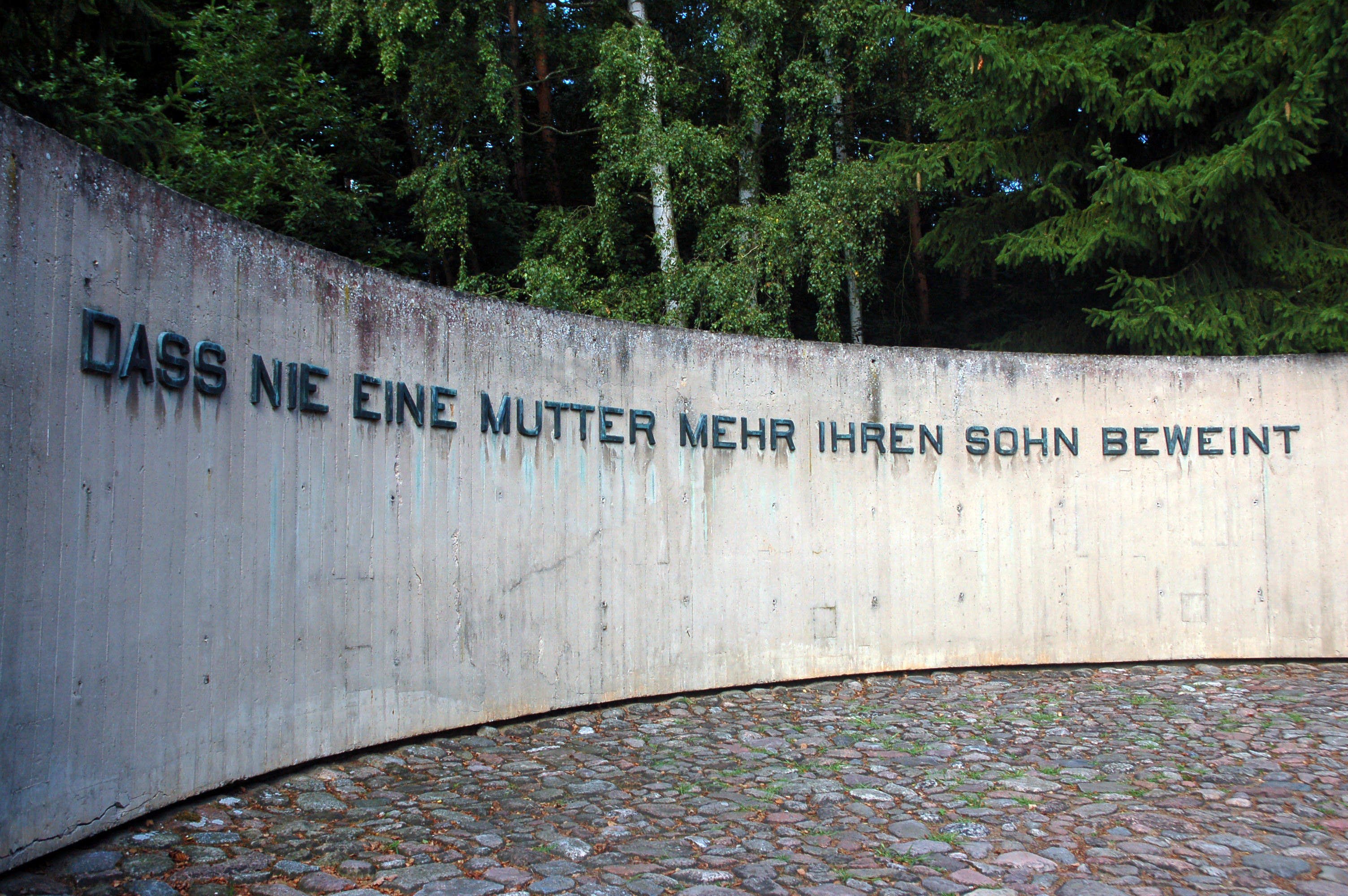
Inschrift (Zitat aus der DDR-Nationalhymne) in der Kriegsgräberstätte auf dem Golm

Auf der Potsdamer Konferenz wurde mit der Festlegung der deutsch-polnischen Grenze die Unterstellung Swinemündes unter polnische Verwaltung beschlossen. Die offizielle Übergabe durch den Landrat des Kreises Usedom-Wollin – ab da nur noch Kreis Usedom – erfolgte am 6. Oktober 1945 im Beisein von Vertretern der sowjetischen Besatzungsmacht. 1950 erkannte die DDR im Görlitzer Abkommen die neue Grenze an. 1990 folgte mit dem deutsch-polnischen Grenzvertrag die Anerkennung durch die Bundesrepublik.

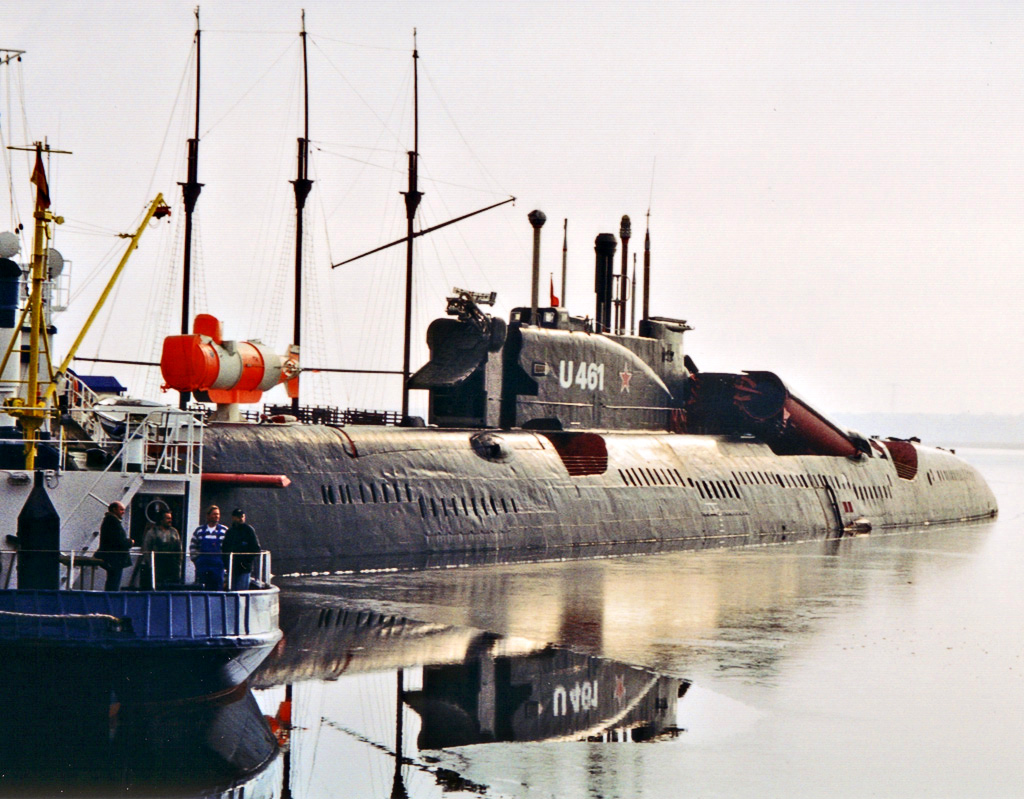
Sowjetisches U-Boot U-461 im Historisch-Technischen Museum Peenemünde

Von 1945 bis 1949 bestand der bei Deutschland verbliebene Teil der Insel in administrativer Hinsicht als Kreis Usedom in der Sowjetischen Besatzungszone, von 1949 bis 1952 in der DDR weiter. Sitz der Kreisverwaltung war vom Oktober 1945 bis März 1946 Bansin, danach Ahlbeck, wohin bereits im Oktober 1945 die vorher in Swinemünde ansässige sowjetische Kreiskommandantur verlegt worden war. Mit der Verwaltungsreform vom Sommer 1952 entstand aus dem Kreis Usedom und Teilen des angrenzenden Festlandes, die vorher zum Kreis Greifswald gehört hatten, der neue Kreis Wolgast mit Sitz der Kreisverwaltung in der gleichnamigen Stadt. 1994 wurde dieser Kreis mit den Kreisen Anklam und Greifswald zum Landkreis Ostvorpommern zusammengeschlossen, dessen Sitz die Stadt Anklam war. Seit der Kreisgebietsreform 2011 gehört die Insel zum Landkreis Vorpommern-Greifswald.
Der Fremdenverkehr blieb nach dem Zweiten Weltkrieg neben Landwirtschaft und Fischerei wichtigster Wirtschaftszweig. 1953 wurden die meisten privaten Hotels und Pensionen in der „Aktion Rose“ beschlagnahmt beziehungsweise enteignet. Volkseigene Betriebe aus der ganzen DDR, der Feriendienst des FDGB und staatliche Institutionen übernahmen die Einrichtungen.
Viele Inselbewohner fanden als Pendler Arbeit in Wolgast auf der Peene-Werft, die in der Zeit der DDR hauptsächlich Rüstungsaufträge erledigte. Daneben war das Militär ein wichtiger Arbeitgeber. Im Norden der Insel übernahm die NVA von der Roten Armee die alten Militäranlagen in Peenemünde und Karlshagen, die zu einem Marine- und Luftwaffenstützpunkt wurden. Einheiten der NVA gab es auch in Pudagla. Einheiten der Roten Armee waren in Garz stationiert, wo es von 1988 bis 1990 auch ein Fliegerausbildungsgeschwader der NVA gab.

#### Seit 1990
Nach der deutschen Wiedervereinigung 1990 wurden alle Armeestandorte auf Usedom aufgelöst. Die Peene-Werft entließ einen Großteil ihrer ursprünglich 4000 Beschäftigten. Das Hotelgewerbe litt in den Anfangsjahren unter ungeklärten Eigentumsfragen. Die Zahl der Übernachtungen in Usedomer Unterkünften ging nach 1990 zunächst drastisch zurück, zumal viele Einrichtungen nicht dem höheren westlich-internationalen Standard entsprachen. Seitdem wird versucht, im Fremdenverkehr auf Usedom ökonomische und ökologische Belange miteinander in Einklang zu bringen. Auch die Erdölförderung in Lütow wurde kontinuierlich reduziert. In Peenemünde waren nach inoffiziellen Statistiken zeitweilig 75 Prozent der Einwohner arbeitslos.
Nach einigen Rückschlägen erholte sich die Wirtschaft auf Usedom, insbesondere die Tourismusbranche.

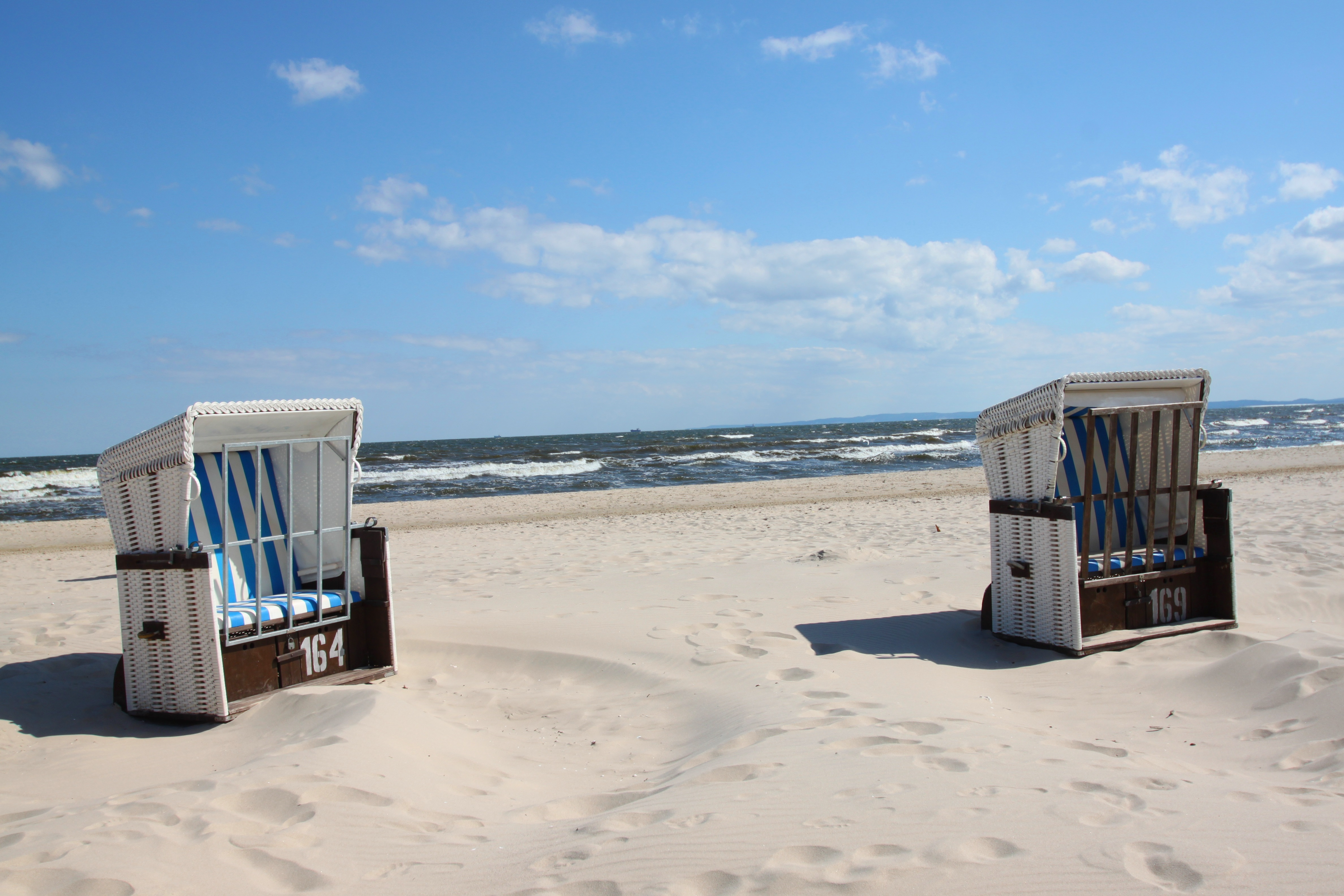
Der Strandkorb ist das Symbol des Tourismus im deutschen Teil Usedoms. Die Branche ist der wichtigste Arbeitgeber der Insel.

Gegenwärtig lebt der deutsche Teil Usedoms wirtschaftlich ganz überwiegend vom Tourismus. Jugendliche finden fast nur noch in Hotels, Gaststätten und anderen touristischen Einrichtungen sowie im Einzelhandel Arbeit, die Umfragen und Analysen zufolge zu gering entlohnt wird.

## Tourismus

### An der Küste
Mit den Ostseebädern Karlshagen, Trassenheide, Zinnowitz, Zempin, Koserow, Loddin, Ückeritz und den Kaiserbädern (Heringsdorf, Bansin und Ahlbeck) auf deutscher Seite sowie Świnoujście in Polen besitzt die Insel eine große Bedeutung für den Fremdenverkehr beider Länder. Neben den Sandstränden an der Ostsee locken vor allem die Bäderarchitektur sowie der Hafen von Świnoujście mit seinem regen Schiffsverkehr Besucher an die Küste. In den genannten Orten befinden sich zahlreiche Hotels, Pensionen, Ferienwohnungen und Campingplätze. Hinzu kommen Freizeiteinrichtungen wie die Schmetterlingsfarm Trassenheide, der Baumwipfelpfad Usedom, Reiterhöfe und Handwerksbetriebe (Strandkorbmanufaktur Heringsdorf), ein Kletterwald, Museen, die Ostseetherme, das Otto-Niemeyer-Holstein-Museum im Ort Usedom, das im Jahr 2001 durch Zusammenführen von Wohnhaus, Atelier und Garten des Malers Otto Niemeyer-Holstein (1896–1984) mit der 2001 eröffneten Neuen Galerie entstand. Hinzu kommen etliche Kultur- und Kinderangebote.
Der größte Arbeitgeber der Insel Usedom ist die Hotelgruppe SeetelHotels.

### Im Hinterland
Anziehungspunkte für den Fremdenverkehr sind neben den Bernsteinbädern, Kaiserbädern und den anderen Badeorten an der Ostsee die auf der Insel gelegenen Binnenseen (Süßwasserseen) wie Schmollensee, Gothensee oder Wolgastsee.
Im Hinterland befinden sich die Kleinstadt Usedom, Dörfer mit Herrenhäusern (Mellenthin, Schloss Stolpe), reetgedeckten Häusern und Windmühlen (Benz, Pudagla, Trassenheide, Kamminke), die alte Hubbrücke Karnin, die Halbinseln Lieper Winkel und Gnitz, die das Achterwasser einrahmen. Beliebt sind Fahrradtouren auf der Insel, sowohl im Hinterland entlang des Achterwassers als auch an der Küste. Der Tourismus der Vor- und Nachsaison soll mit Unterstützung von EU-Fördermitteln aus dem ELER-Programm belebt werden.
Der südliche Teil der Insel zwischen Achterwasser und Stettiner Haff wird touristisch als Achterland (plattdeutsch für Hinterland) beworben.

### Seebrücken
An der Usedomer Ostseeküste gibt es die Seebrücken:

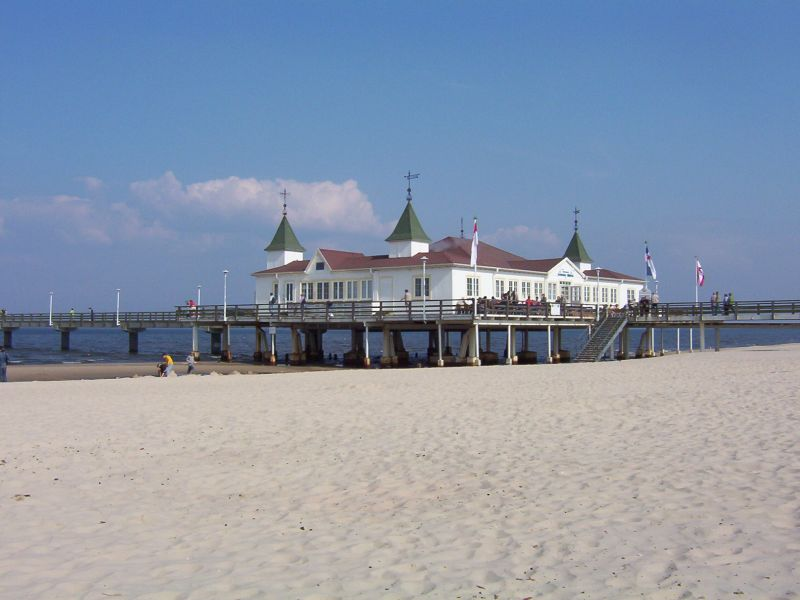
Seebrücke Ahlbeck von 1882
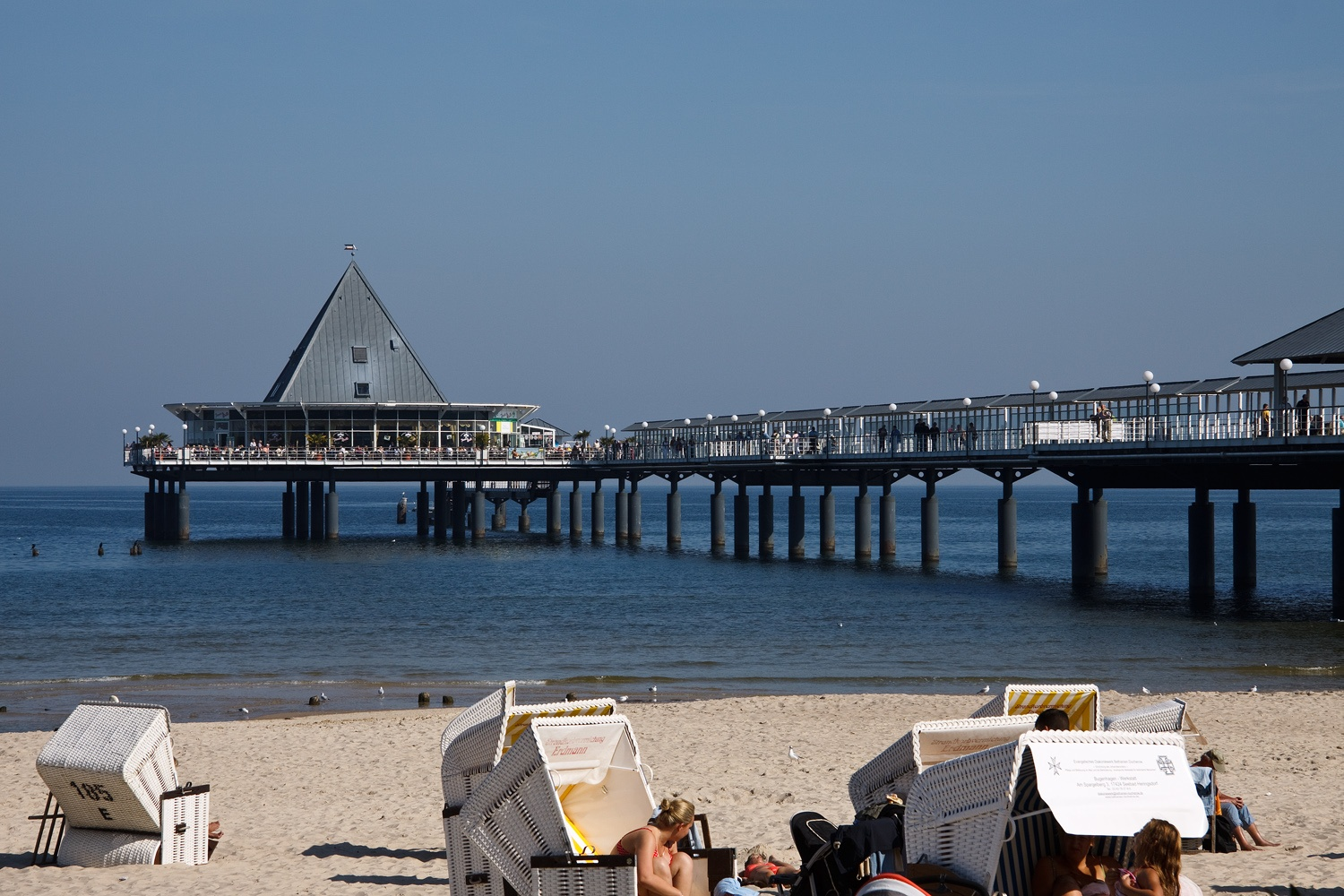
Seebrücke Heringsdorf
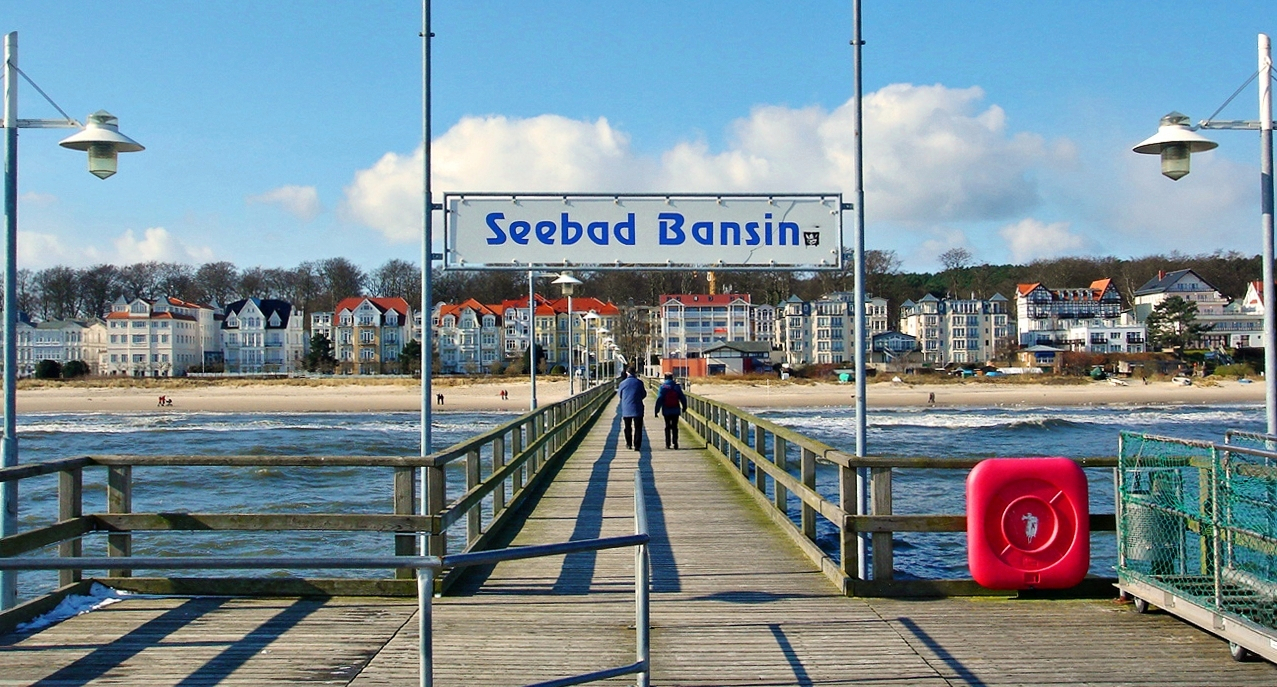
Seebrücke Bansin
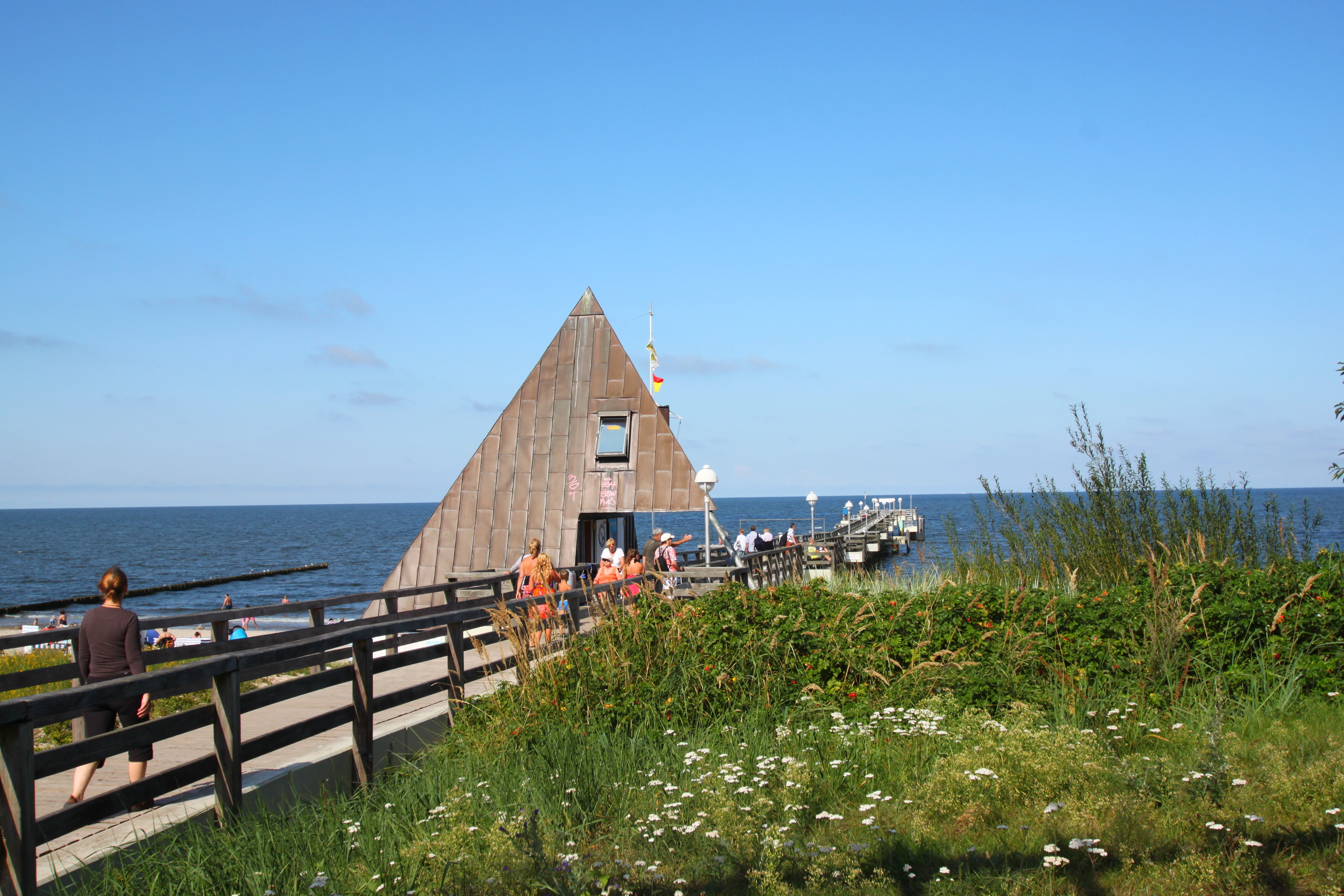
Ehemalige Seebrücke Koserow (Abgerissen)
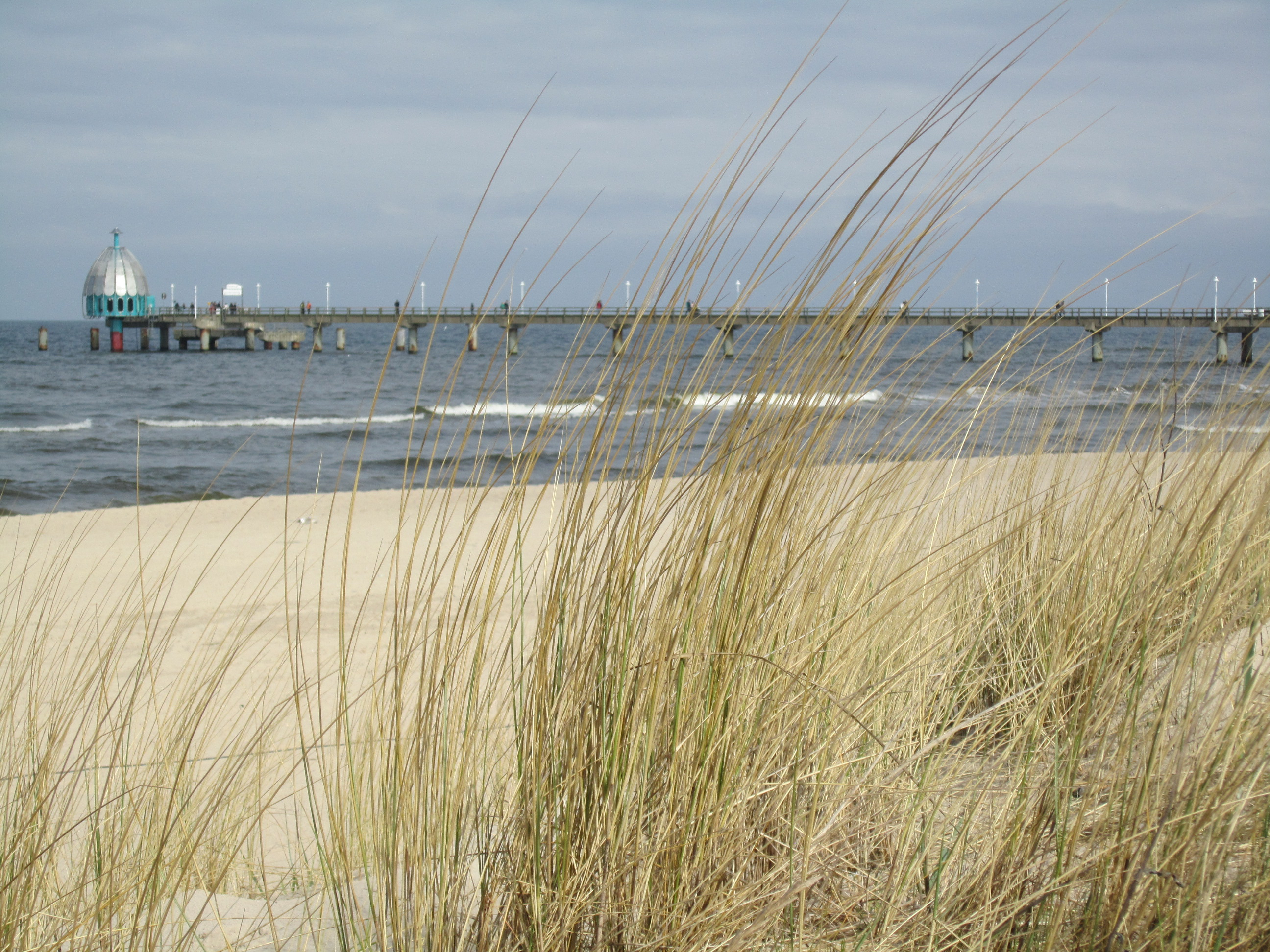
Seebrücke Zinnowitz

## Verkehr

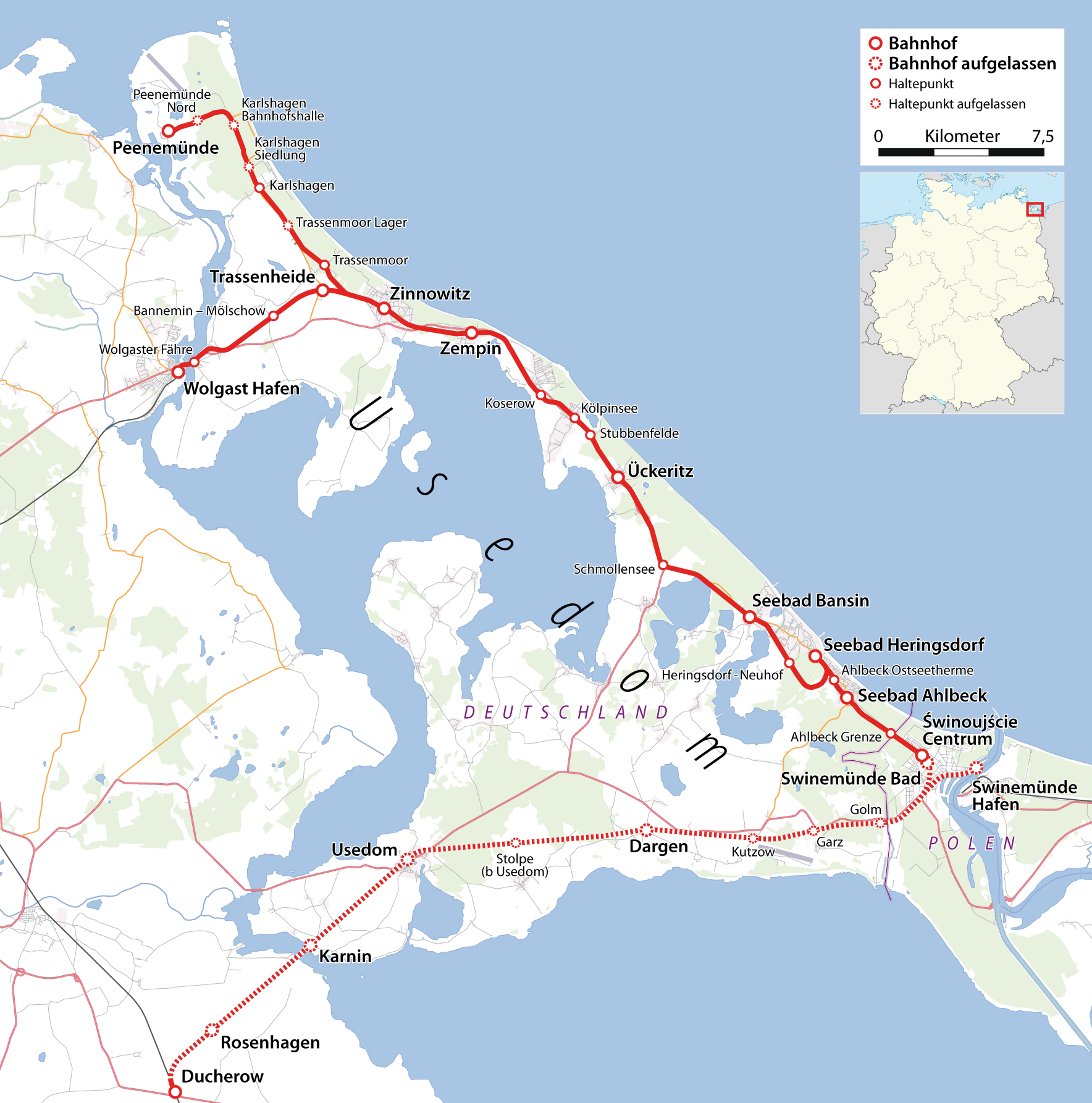
Bahnstrecke Ducherow–Heringsdorf–Wolgaster Fähre (demontiert zwischen Ducherow und Świnoujście)
mit Stichstrecke nach Peenemünde

### Bahnverkehr
Die Bahnstrecken werden von Züssow über Wolgast bis Swinemünde und Peenemünde von der Usedomer Bäderbahn (UBB) betrieben. Damit ist die Insel am ICE-Halt Züssow über die erhaltene beziehungsweise wiederaufgebaute Bahnstrecke Ducherow–Heringsdorf–Wolgaster Fähre an die Fernverkehrsstrecken Richtung Berlin und Hamburg angeschlossen.
Das Land Mecklenburg-Vorpommern und die Stadt Swinemünde sind bestrebt, einen Festlandanschluss über die Karniner Brücke wiederherstellen zu lassen. Die Strecke wurde für den Bundesverkehrswegeplan 2030 angemeldet. In den Bundesverkehrswegeplan 2030 wurde in der Kategorie „Weiterer Bedarf/Internationale Projekte“ die Wiederherrichtung der Bahnstrecke Ducherow–Swinemünde (Swinoujscie) aufgenommen. Für die neu zu bauende Strecke soll die Brücke bei Karnin wieder aufgebaut werden. Die Züge sollen elektrisch betrieben werden und auf einem Gleis mit maximal 120 km/h verkehren. Der 2023 fertiggestellte Swinetunnel wurde als Straßentunnel ohne Eisenbahngleis gebaut. Eine Eisenbahnverbindung zwischen den Inseln Wollin und Usedom besteht nicht.

### Busverkehr
Den öffentlichen Personennahverkehr (ÖPNV) auf der Straße betreibt die Usedomer Bäderbahn (UBB) mehrmals täglich. Die Buslinie 101 (im Sommerhalbjahr Sa/So mit Linientaxi) der Anklamer Verkehrsgesellschaft mbH verbindet Anklam ZOB (ICE-Halt) mit Usedom (Stadt). Mit der UBB-Linie 284 besteht Anschluss über Ahlbeck nach Heringsdorf. Von und nach Hamburg und Berlin verkehren Fernbusse der UBB mit Fahrzeiten von zirka fünf Stunden. Im polnischen Teil der Insel verkehren Busse der Komunikacja Autobusowa Sp.z o.o.

### Fahrradverkehr

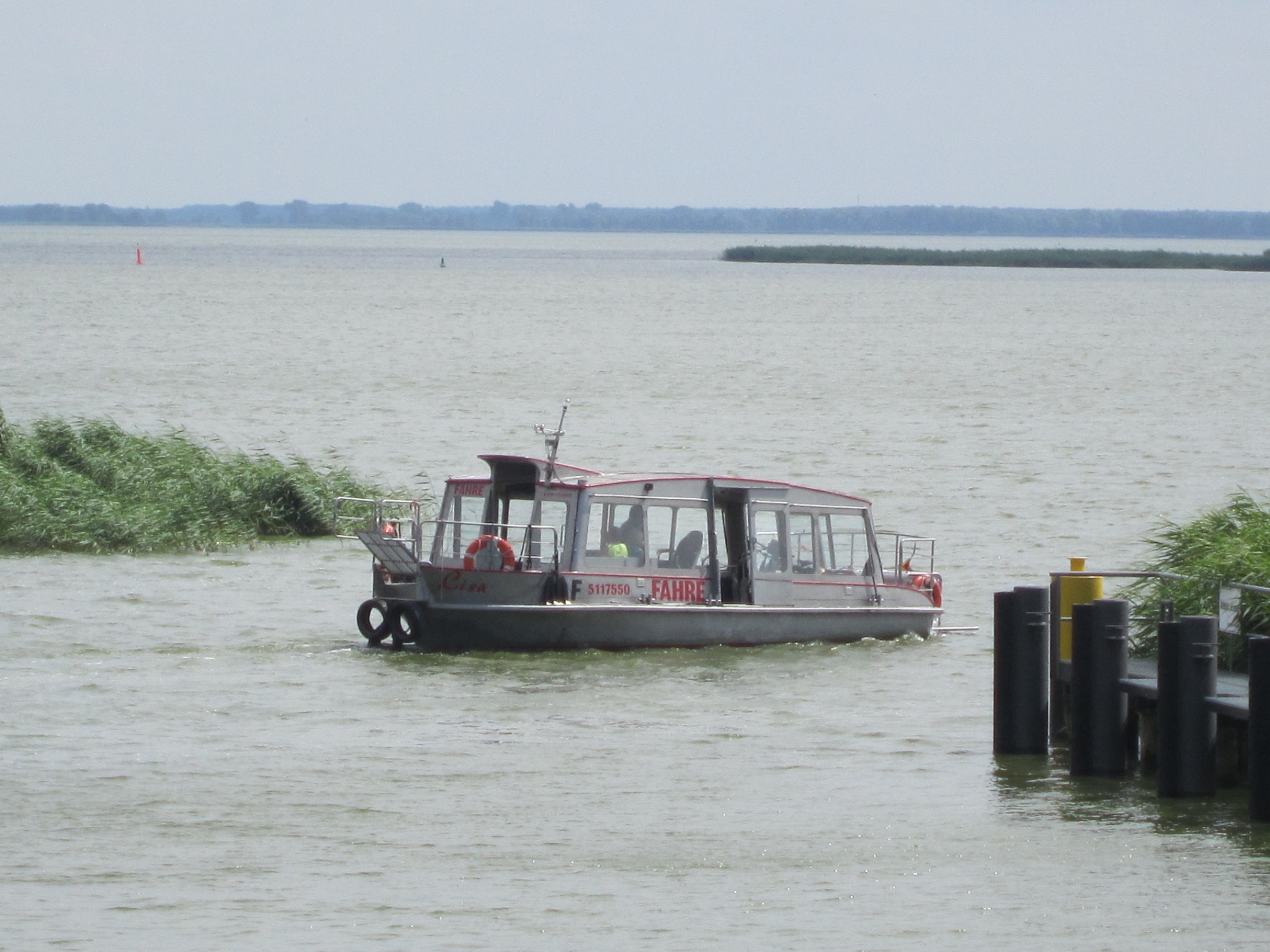
Fahrradfähre auf dem Weg von Karnin nach Kamp über den Peenestrom; im Hintergrund das Stettiner Haff

Zum Radwegenetz gehört die zwölf Kilometer lange Europa-Promenade durch die drei Kaiserbad-Ortsteile Bansin, Heringsdorf und Ahlbeck und durch Swinemünde (Świnoujście). Befestigte Radwege führen entlang der Küste bis nach Peenemünde.
Nationale und internationale Radwanderwege auf Usedom sind u. a. der Ostseeküsten-Radweg (umrundet als EuroVelo-Route EV 10 einmal die Ostsee und verbindet Usedom dadurch mit Städten wie Riga, Danzig, Sankt Petersburg, Stockholm und Kopenhagen) und der Radfernweg Berlin-Usedom (u. a. über Anklam, Pasewalk und Prenzlau).
Für Radfahrer und Fußgänger verkehren im Sommer regelmäßig die Fähren Altwarp bzw. Ueckermünde – Świnoujście, Altwarp bzw. Ueckermünde – Kamminke, Kamp – Karnin, Freest – Kröslin – Peenemünde und Gager (Rügen) – Peenemünde. Fußgänger können die Schiffslinie Lassan – Zinnowitz (Achterwasserseite) nutzen.

### Straßenverkehr

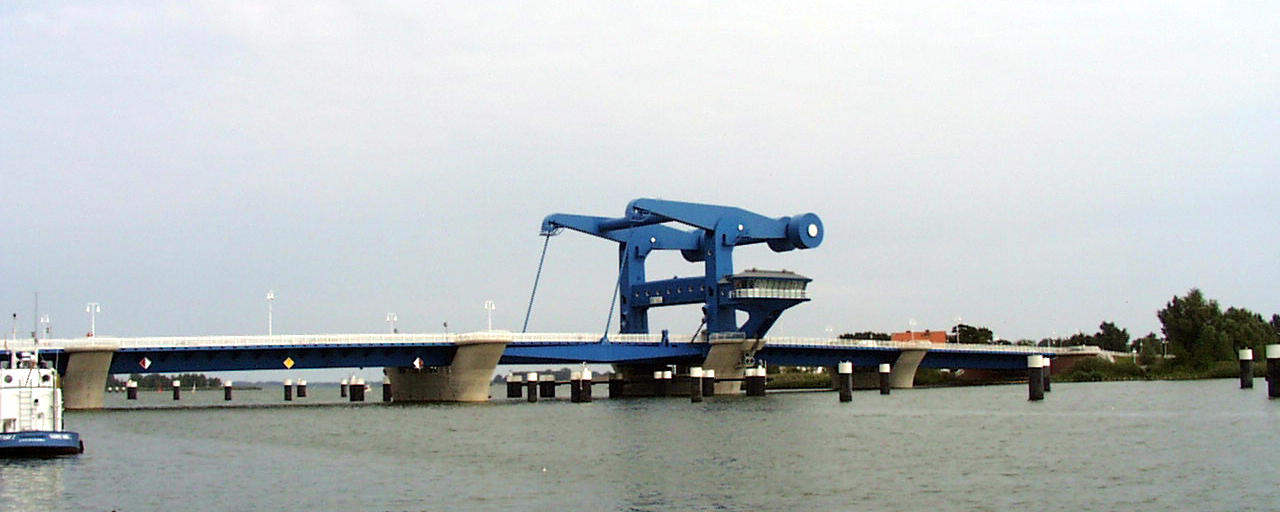
Brücke über den Peenestrom in Wolgast B 111 / Usedomer Bäderbahn

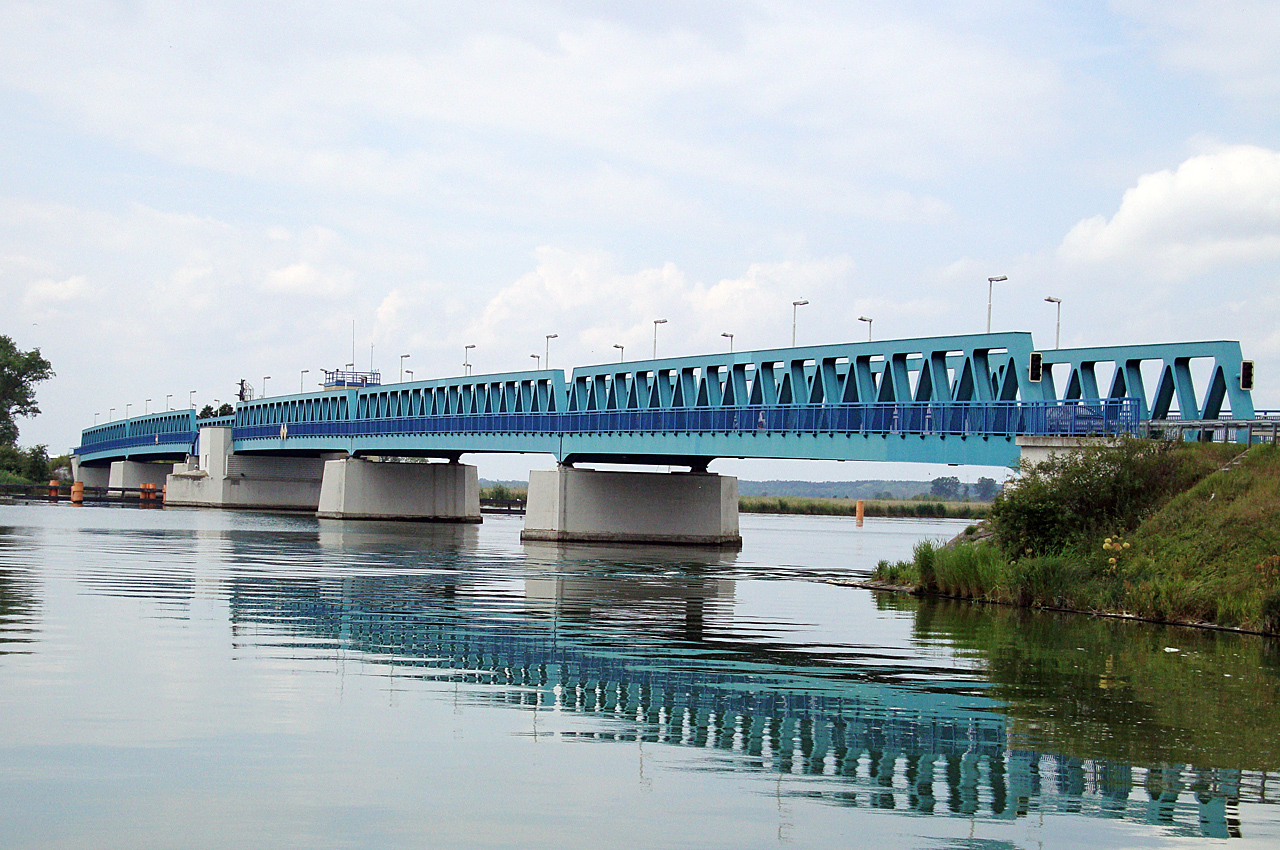
Brücke über den Peenestrom bei Zecherin / B 110

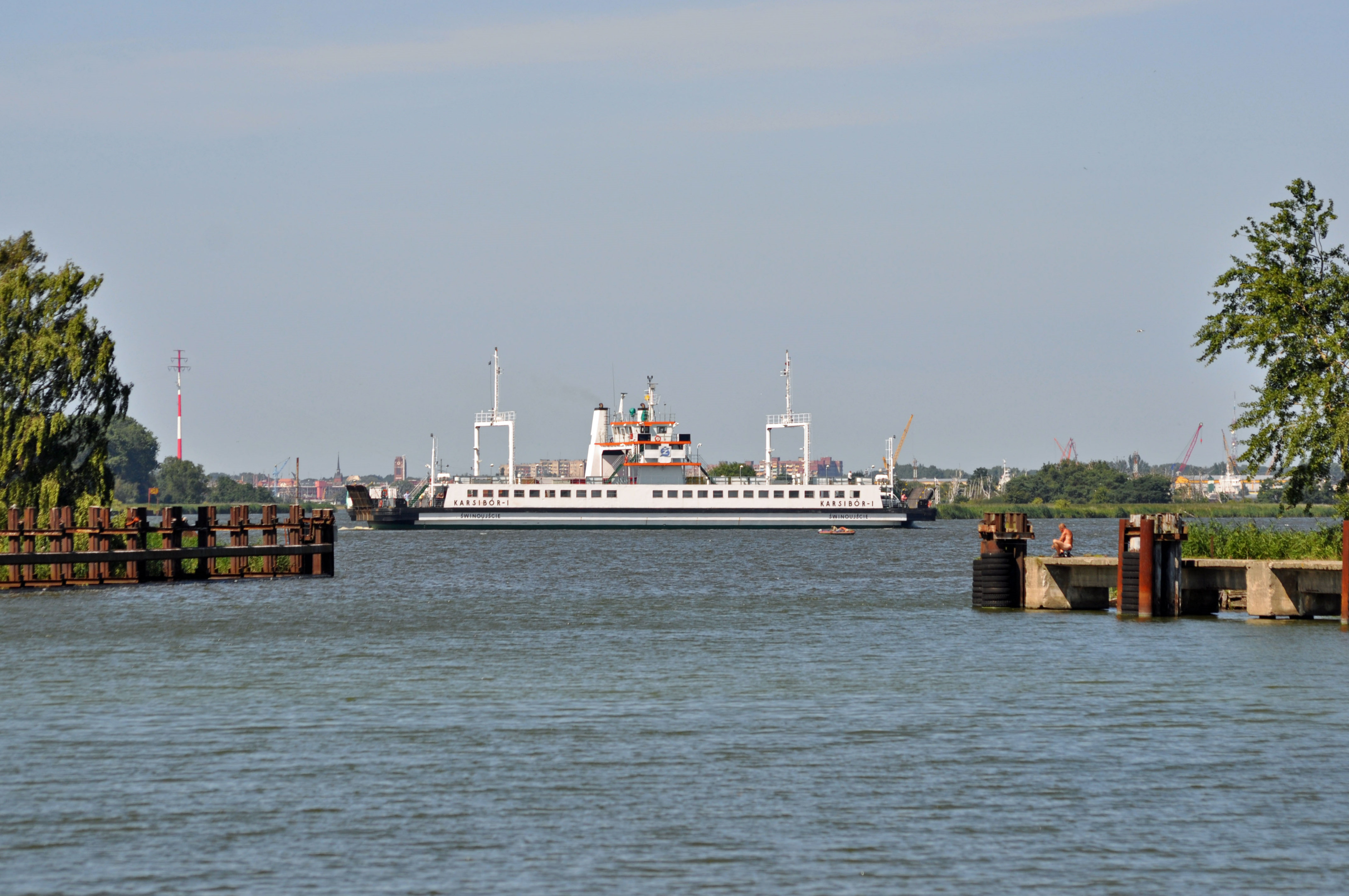
Fähre über die Świna in Świnoujście / DK 93

Auf der Straße ist die Insel im Nordwesten auf der Bundesstraße 111 von der Anschlussstelle Gützkow der Bundesautobahn 20 aus über die Peenebrücke Wolgast erreichbar. Im Südwesten erfolgt die Anbindung auf der Bundesstraße 110 von der Anschlussstelle Jarmen der A20 aus über die Zecheriner Brücke. Beide Brücken sind Klappbrücken.
Eine Ortsumgehung der B 111 bei Wolgast mit einem Brückenneubau war im Bundesverkehrswegeplan 2003 in der Kategorie „Vordringlicher Bedarf“ berücksichtigt und im Bundesverkehrswegeplan 2014 als „zu untersuchendes Vorhaben“ kategorisiert worden. Der Regionale Planungsverband Vorpommern hatte 2010 festgestellt, dass der „dargestellte Trassenkorridor […] entsprechend vorliegenden Prüfungsergebnissen umweltverträglich“ sei. Planungen zum Bau von Ortsumgehungen bei Usedom und Zirchow im Zuge der B 110 wurden im „Regionalen Raumentwicklungsprogramm Vorpommern“ unter Aspekten des Umwelt- und Naturschutzes kritisch kommentiert.
Usedom ist von Osten her über die Insel Wolin und zwei Autofähren erreichbar. Die nördliche Fähre ist meistens für Kraftfahrzeuge mit dem Kennzeichen „ZSW“ reserviert.
Seit der Öffnung der beiden Grenzübergänge bei Ahlbeck und bei Garz ist das Fahrzeuggewicht auf maximal 7,5 t beschränkt. Die B 110 ist vom Ausbauzustand im östlichsten Abschnitt für Fahrzeuge über 7,5 t zudem nicht geeignet.
Ein Plan von 1957 für einen neun Kilometer langen Damm zwischen der Südspitze Usedoms in der Nähe des Kanałs Piastowski (der Kaiserfahrt) und Nowe Warpno (Neuwarp) quer durch das Stettiner Haff zu bauen, wurde nicht umgesetzt. Auf dem Damm sollten Kraftfahrzeuge und Züge verkehren. Damit wäre eine direkte Landverbindung nach Swinemünde über polnisches Territorium entstanden.
Der Świnatunnel („Usedom Crossing“) verbindet seit 30. Juni 2023 Usedom und Wolin bei Eisgang, Sturm oder Hochwasser miteinander und verkürzt damit die Anreise von Kraftfahrzeugen in den Usedomer Teil der Stadt Swinemünde von Osten her.

### Flugverkehr

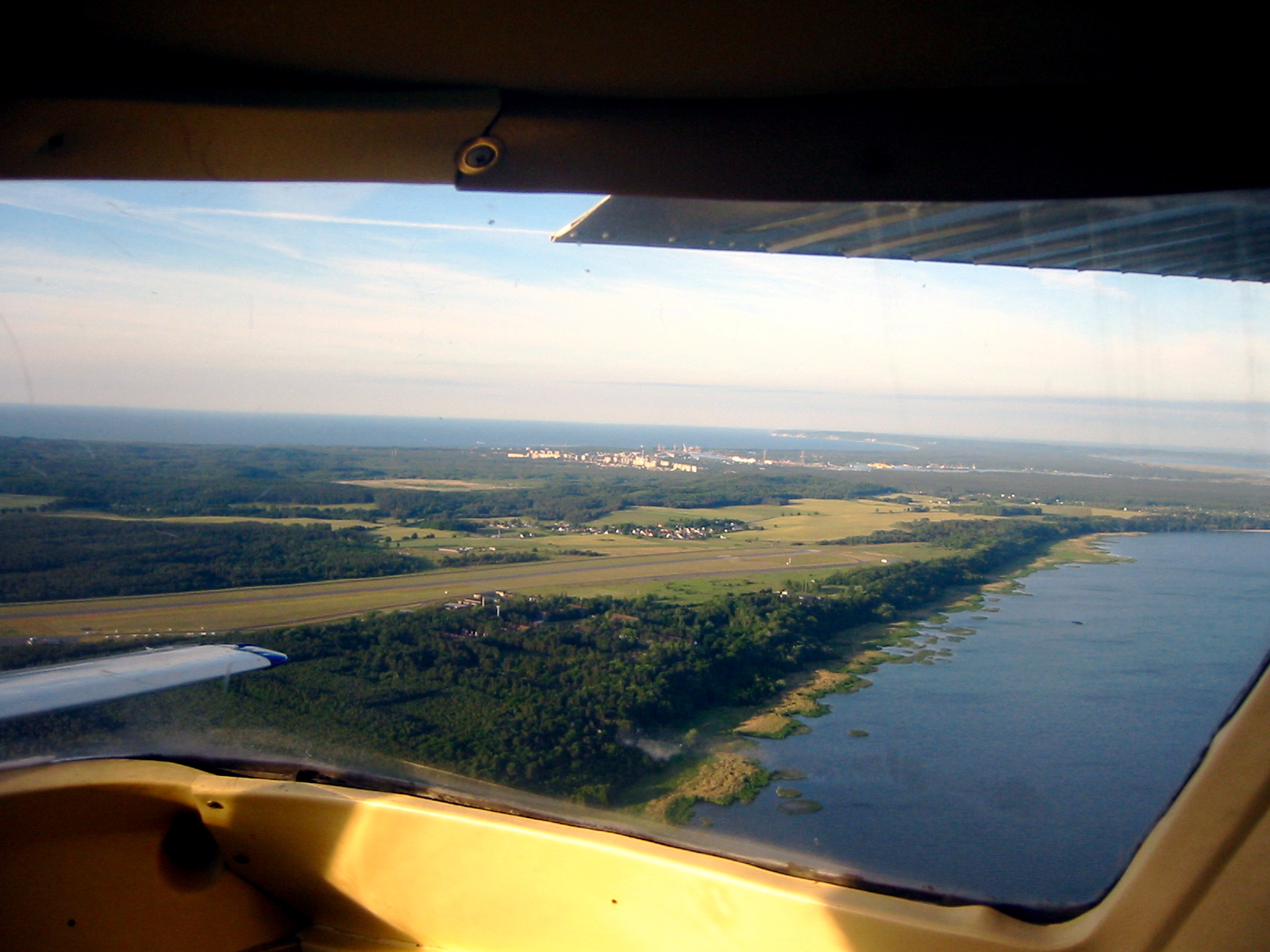
Abflug vom Flughafen Heringsdorf,
im Hintergrund Świnoujście

Der Flughafen Heringsdorf bei Garz ist für Flugzeuge bis zur Größe eines Airbus A320 ausgebaut. Zum Flugangebot zählen innerdeutsche und ausländische Linien- und Charterflüge für Urlauber und Geschäftsreisende sowie Rundflüge in der Region.
Der etwas größer dimensionierte Flugplatz Peenemünde wird seit dem Ende der militärischen Nutzung als Sonderlandeplatz von Kleinflugzeugen genutzt.
Bei Mellenthin betreibt der Usedomer Fliegerclub auf einem ehemaligen Agrarflugplatz einen Start- und Landeplatz für Ultraleichtflugzeuge, Hängegleiter, Modellflugzeuge und Fallschirmspringer.

### Schifffahrt
Von den Seebrücken in Bansin, Heringsdorf, Ahlbeck und Koserow sowie westlicher gelegenen Abfahrtpunkten aus fahren Bäderschiffe nach Świnoujście (Swinemünde) und Międzyzdroje (Misdroy). Die Fahrten werden durch die Adler-Schiffe durchgeführt. Vom Hafen in Świnoujście-Warszów auf Wolin aus bestehen Fährverbindungen der Unity Line nach Ystad und Trelleborg nach Schweden.
Marinas bzw. Yachthäfen gibt es in Kamminke, Karlshagen, Krummin, Peenemünde, Ückeritz (mit Stagnieß), Zinnowitz und Usedom-Stadt (Karnin und Stadthafen) am Achterwasser, in Wolgast am Peenestrom, in Anklam an der Peene, sowie in Świnoujście an der Świna.
An der Außenküste Usedoms war ein Hafen mit Direktzugang am Sackkanal östlich vom Schloonsee in Bansin/Heringsdorf geplant. Zunächst sollte dafür das Betriebsgrundstück des Unternehmens Engie vom Schloonsee an das Bansiner Klärwerk bzw. die ehemalige sowjetische Kaserne in Ahlbeck verlegt werden. Eine Marina an der Heringsdorfer Seebrücke war aufgrund logistischer Herausforderungen verworfen worden.

## Kultur

### Kulturstätten

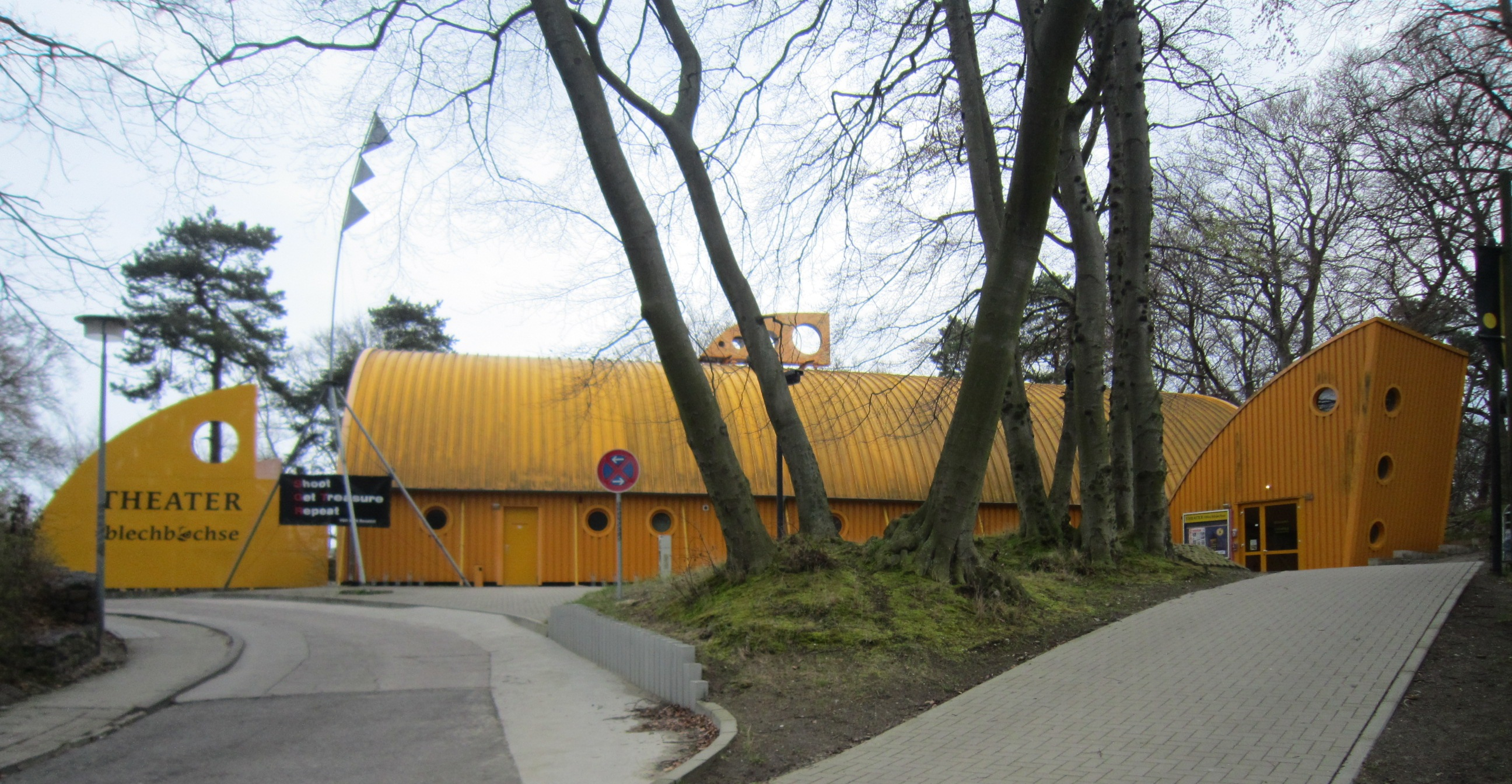
Spielort der Vineta-Festspiele: „Theater Blechbüchse“ in Zinnowitz

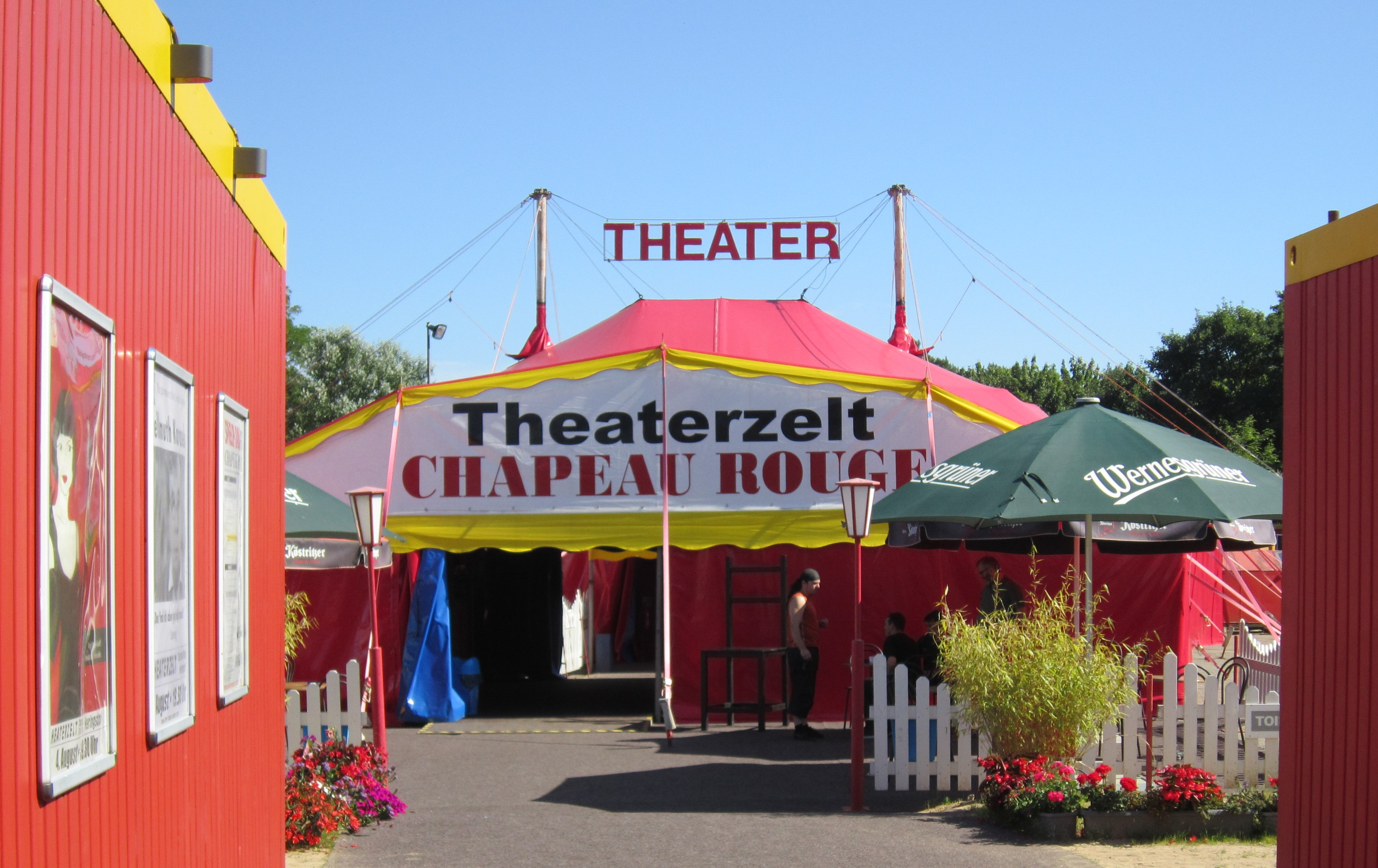
Theaterzelt Chapeau Rouge in Heringsdorf

Die Ostseebühne Zinnowitz der Vorpommerschen Landesbühne Anklam mit 1300 Sitzplätzen ist unter anderem seit 1997 alljährlicher Schauplatz der Vineta-Festspiele. Unmittelbar neben der Freilichtbühne, dem Spielort der Festspiele, befindet sich das „Theater Blechbüchse“, ebenfalls seit 1997 Spielort der Landesbühne. Diese betreibt auch das Theaterzelt Chapeau Rouge in Heringsdorf. Dort werden seit 1991 alljährlich im Sommerhalbjahr klassische und zeitgenössische Stücke gezeigt. Die Einrichtungen der Landesbühne auf Usedom stehen auch für Vorträge und andere kulturelle Veranstaltungen zur Verfügung.
Seit 2008 fanden am Hafen der Stadt Usedom die „Hafenfestspiele“ statt. 2017 wurde das Sommertheater der Vorpommerschen Landesbühne nach Wolgast auf die Schlossinsel verlegt, wo es seit dem unter dem Namen „Schlossinsel-Festspiele“ zu unterhaltsamen Open Air Theaterveranstaltungen einlädt.
Eine Konzertmuschel gibt es wie in den deutschen Seebädern auch in Świnoujście; 2010 wurde in der Hafenstadt zudem eine Freilichtbühne eröffnet, die 3500 Zuschauern Platz bietet.

### Usedom in der Kunst
Usedom ist ein beliebtes Panorama für Gemälde, literarische Werke, Dokumentationen, Musikvideos und Spielfilme.

#### Malerei
Aus Krummin stammte eine der ersten bekannte Künstlerinnen der Insel Usedom, die Malerin Elsa von Corswant (1875–1957). Neben Porträts schuf sie Genrebilder und der impressionistisch geprägten Freilichtmalerei zuzuordnende Landschaftsbilder des Usedomer Hinterlandes.

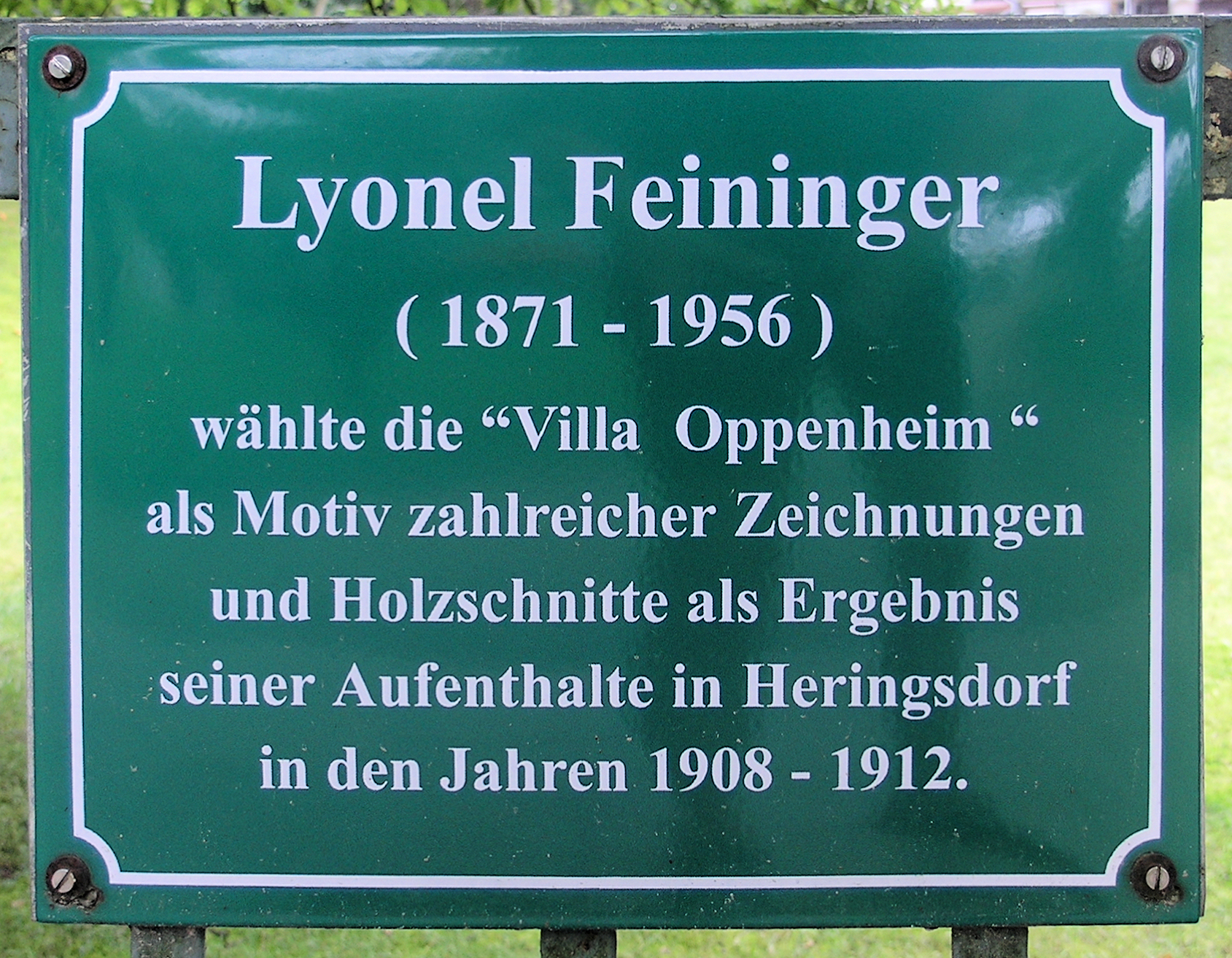
Gedenktafel für den Maler Lyonel Feininger an der Heringsdorfer Villa Oppenheim

Der bedeutende expressionistische US-deutsche Künstler Lyonel Feininger verbrachte seine Sommermonate von 1908 bis 1921 auf der Insel und verewigte zahlreiche Motive in seinen Werken. Ihm zu Ehren wurde der Radweg Feininger-Tour über Teile der Insel angelegt.
Ab 1933 kam der Maler Otto Niemeyer-Holstein regelmäßig im Sommer nach Usedom. 1939 ließ er sich am Achterwasser zwischen Zempin und Koserow nieder. Sein Wohnhaus und Atelier in Lüttenort sind heute als Gedenkstätte und Galerie zugänglich. Mit Karen Schacht, Herbert Wegehaupt und Otto Manigk ließen sich in den 1930er und 1940er Jahren drei weitere Maler in Ückeritz nieder. In den 1950er Jahren folgten Susanne Kandt-Horn und Manfred Kandt sowie Vera Kopetz ihrem Beispiel. Gegenwärtig leben und arbeiten die Maler Matthias Wegehaupt und Oskar Manigk in Ückeritz.
Usedom gehört zu den bekanntesten Künstlerkolonien.

#### Filme
In der Loriot-Komödie Pappa ante portas von 1991 diente die Seebrücke Ahlbeck als Filmkulisse. Sie wurde vor den Filmaufnahmen restauriert. Im Jahr 2010 wurden Teile des vielfach ausgezeichneten Blockbusters Der Ghostwriter auf Usedom gedreht. Im Herbst 2014 wurde die erste Folge Mörderhus der ARD-Krimireihe Der Usedom-Krimi unter der Regie von Andreas Herzog ausgestrahlt.

#### Musik
Die deutschsprachige Pop-Rock-Band Jennifer Rostock gehört zu den bekannten Musikern von der Insel Usedom. Eine Plattform für Nachwuchsmusiker und verschiedene Bands ist die jährlich im Juli stattfindende Veranstaltungsreihe „Use Tube“ in den Konzertmuscheln der drei Kaiserbäder Ahlbeck, Bansin und Heringsdorf.
Das Usedomer Musikfestival präsentiert seit 1994 das Musikleben der Anliegerstaaten der Ostsee mit jährlich wechselnden Länderschwerpunkten. Als Form der künstlerischen Zusammenarbeit und des musikalischen Dialogs führte es bekannte Solisten, Dirigenten und Ensembles auf die Insel Usedom. Mstislaw Rostropowitsch, Kurt Masur, die Kremerata Baltica, das Esbjörn Svensson Trio, Kristjan, Paavo und Neeme Järvi oder Esa-Pekka Salonen und viele mehr präsentierten die Musik ihrer Länder. Die Programme des Usedomer Musikfestivals decken ein breites Spektrum ab. Die Konzerte finden in Kirchen, Hotels, Ateliers und in Industriehallen auf der ganzen Insel statt.
Zu den jährlichen Höhepunkten zählen die Peenemünder Konzerte im historischen Kraftwerk auf dem Gelände des Historisch-Technischen Museums Peenemünde mit dem Baltic Sea Philharmonic und dem NDR Elbphilharmonie Orchester.